# جامعة كارولينا الشمالية في تشابل هيل
جامعة كارولينا الشمالية في تشابل هيل (بالإنجليزية: University of North Carolina at Chapel Hill)‏، هي جامعة دولية حكومية تقع في تشابل هيل، الولايات المتحدة. هي جامعة أبحاث حكومية في تشابل هيل (كارولاينا الشمالية). وإحدى الجامعات الرائدة في كارولينا الشمالية، وهي تقدم تجربة أكاديمية مماثلة لتلك التي تقدمها جامعات رابطة اللبلاب. بعد أن تم اعتمادها في عام 1789، بدأت الجامعة في تسجيل الطلاب لأول مرة في عام 1795، مما يجعلها واحدة من أقدم الجامعات الحكومية في الولايات المتحدة. إن جامعة نورث كارولينا في تشابل هيل هي الجامعة الوحيدة التي عقدت فصولًا وخرجت طلابًا كجامعة حكومية في القرن الثامن عشر.
أول مؤسسة عامة للتعليم العالي في ولاية كارولينا الشمالية، فتحت المدرسة أبوابها للطلاب في 12 فبراير 1795. أصبحت ولاية كارولينا الشمالية مختلطة تحت قيادة الرئيس كيمب بلامر باتل في عام 1877 وبدأت عملية إلغاء الفصل العنصري في ظل المستشار روبرت بيرتون هاوس عندما تم قبول طلاب الدراسات العليا الأمريكيين من أصل أفريقي في عام 1951. في عام 1952، افتتحت ولاية كارولينا الشمالية مستشفاها الخاص، رعاية صحية كارولينا الشمالية في تشابل هيل، للبحث والعلاج، وتخصصت منذ ذلك الحين في رعاية مرضى السرطان من خلال مركز لاينبرجر الشامل للسرطان التابع لـ جامعة كارولينا الشمالية في تشابل هيل والذي يعد واحدًا من 51 مركزًا شاملًا وطنيًا مخصصًا للمعهد الوطني للسرطان.
تقدم الجامعة درجات علمية في أكثر من 70 دورة دراسية وتنقسم إداريًا إلى 13 مدرسة مهنية منفصلة ووحدة ابتدائية، كلية الآداب والعلوم. سُمِّيَت خمس من المدارس: مدرسة كينان فلاجلر الأعمال كارولينا الشمالية في تشابل هيل، وكلية هوسمان كارولينا الشمالية في تشابل هيل للصحافة والإعلام، وكلية جامعة كارولينا الشمالية في تشابل هيل جيلينجز للصحة العامة العالمية، وكلية جامعة كارولينا الشمالية في تشابل هيل إشلمان للصيدلة، وكلية ادامز كارولينا الشمالية في تشابل هيل لطب الأسنان. يتلقى جميع الطلاب الجامعيين تعليمًا في الفنون الحرة ولديهم خيار متابعة تخصص داخل المدارس المهنية بالجامعة أو داخل كلية الآداب والعلوم من وقت حصولهم على وضع مبتدئ. وهي مصنفة ضمن «R1: جامعات الدكتوراه - نشاط بحثي مرتفع جدًا»، وهي عضو في اتحاد الجامعات الأمريكية (AAU). وفقًا لمؤسسة العلوم الوطنية، أنفقت جامعة الأمم المتحدة 1.14 دولارًا مليار على البحث والتطوير في عام 2018، لتحتل المرتبة 12 على مستوى الدولة.
يشمل أعضاء هيئة التدريس والخريجين بجامعة الأمم المتحدة 9 من الحائزين على جائزة نوبل، و 23 فائزًا بجائزة بوليتزر و 51 من علماء رودس. من بين الخريجين البارزين الإضافيين رئيس الولايات المتحدة، نائب رئيس أمريكي، 38 حاكمًا للولايات المتحدة، 98 عضوًا في كونغرس الولايات المتحدة، وتسعة أعضاء في مجلس الوزراء بالإضافة إلى الرؤساء التنفيذيين لشركات فورتشين 500، والأولمبيين والرياضيين المحترفين.
يغطي الحرم الجامعي 729 أكر (3 كـم2) من منطقة وسط مدينة تشابل هيل، والتي تشمل مورهيد القبة السماوية والعديد من المتاجر والمحلات التجارية الموجودة في شارع فرانكلين. يمكن للطلاب المشاركة في أكثر من 550 منظمة طلابية معترف بها رسميًا. فازت صحيفة كعب القطران اليومي التي يديرها الطلاب بجوائز وطنية لوسائل الإعلام الجماعية، بينما قدمت محطة إذاعية الطلاب محطة الراديو دبليو اكس واي سي (WXYC) أول بث إذاعي عبر الإنترنت في العالم. جامعة كارولينا الشمالية في تشابل هيل هو أحد أعضاء ميثاق ساحل المحيط الأطلسي، الذي تأسس في 14 يونيو 1953. التنافس رياضيًا مثل تار هيلز، حقق جامعة كارولينا الشمالية في تشابل هيل نجاحًا كبيرًا في الألعاب الرياضية، ولا سيما في كرة السلة للرجال وكرة القدم للسيدات والهوكي الميداني للسيدات.

## تاريخ
مستأجرة من قبل الجمعية العامة لولاية نورث كارولينا في 11 ديسمبر 1789، تم وضع حجر الأساس للجامعة في 12 أكتوبر 1793، بالقرب من أنقاض كنيسة صغيرة، تم اختيارها بسبب موقعها المركزي داخل الولاية. تعد جامعة نورث كارولينا في تشابل هيل أول جامعة عامة مُرخصة بموجب دستور الولايات المتحدة، واحدة من ثلاث جامعات تدعي أنها أقدم جامعة عامة في الولايات المتحدة والمؤسسة الوحيدة من هذا القبيل التي تمنح درجات علمية في القرن الثامن عشر كمؤسسة عامة المعهد.
خلال الحرب الأهلية، أقنع حاكم ولاية كارولينا الشمالية ديفيد لوري سوين الرئيس الكونفدرالي جيفرسون ديفيس بإعفاء بعض الطلاب من المسودة، لذلك كانت الجامعة واحدة من القلائل في الكونفدرالية التي تمكنت من البقاء مفتوحة. ومع ذلك، عانت تشابل هيل من خسارة عدد أكبر من سكانها خلال الحرب أكثر من أي قرية في الجنوب،  وعندما لم تتعافى أعداد الطلاب، أُجبرت الجامعة على الإغلاق أثناء إعادة الإعمار من 1 ديسمبر 1870 حتى 6 سبتمبر 1875. بعد إعادة الفتح، كان الالتحاق بطيئًا في الزيادة وقدم مديرو الجامعات رسومًا دراسية مجانية لأبناء المعلمين والوزراء، بالإضافة إلى قروض لأولئك الذين لا يستطيعون تحمل تكاليف الحضور.
بعد الحرب الأهلية، بدأت الجامعة في تحديث برامجها وأعضاء هيئة التدريس على متنها بدرجات مرموقة. كان إنشاء صالة للألعاب الرياضية الجديدة، وتمويل مختبر الكيمياء الجديد، وتنظيم قسم الدراسات العليا من الإنجازات التي روج لها رئيس جامعة الأمم المتحدة فرانسيس فينابل في احتفال «يوم الجامعة» عام 1905.
على الرغم من الشكوك الأولية من رئيس الجامعة فرانك بورتر جراهام، في 27 مارس 1931، تم تمرير تشريع لتجميع جامعة نورث كارولينا مع كلية الدولة للزراعة والهندسة وكلية المرأة بجامعة نورث كارولينا لتشكيل الجامعة الموحدة في الشمال. كارولينا. في عام 1963، أصبحت الجامعة الموحدة مختلطة بالكامل، على الرغم من أن معظم النساء ما زلن يلتحقن بكلية المرأة في أول عامين، ثم ينتقلن إلى تشابل هيل كصغار، حيث كان يُطلب من الطلاب الجدد العيش في الحرم الجامعي وكان هناك قاعة إقامة واحدة للنساء فقط. ونتيجة لذلك، تم تغيير اسم كلية المرأة إلى «جامعة نورث كارولينا في جرينسبورو»، وأصبحت جامعة نورث كارولينا «جامعة نورث كارولينا في تشابل هيل». في عام 1955، ألغت جامعة الأمم المتحدة رسمياً الفصل بين أقسامها الجامعية.

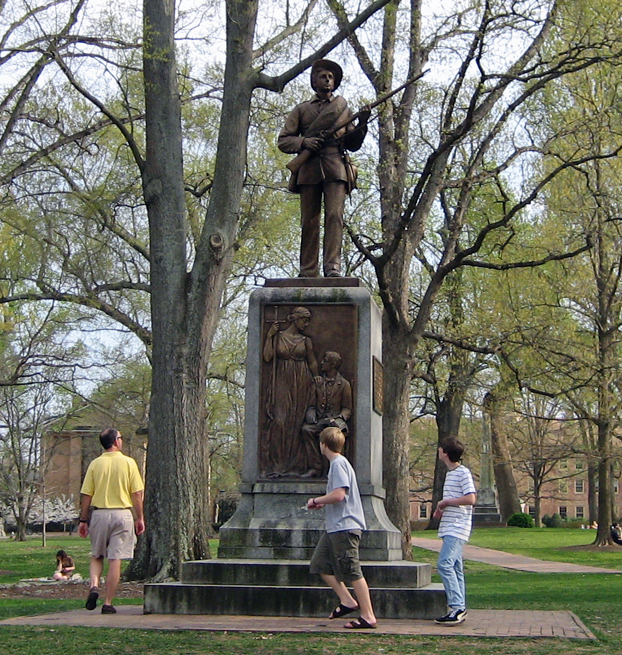
تمثال الجندي الكونفدرالي سايلنت سام. تم إسقاط التمثال من قبل حشد في عام 2018، وأمرت المستشارة كارول فولت بإزالة القاعدة (القاعدة) في نفس الرسالة التي استقالت فيها. اعتبارًا من أكتوبر 2020، كان في المخزن.

خلال الحرب العالمية الثانية، كانت جامعة كارولينا الشمالية في تشابل هيل واحدة من 131 كلية وجامعة على المستوى الوطني التي شاركت في برنامج تدريب V-12 كلية البحرية الذي قدم للطلاب مسارًا إلى لجنة بحرية.
خلال الستينيات، كان الحرم الجامعي موقعًا لاحتجاج سياسي كبير. قبل إقرار قانون الحقوق المدنية لعام 1964، أدت الاحتجاجات على الفصل العنصري المحلي الذي بدأ بهدوء في مطاعم شارع فرانكلين إلى مظاهرات واضطرابات جماهيرية. دفعت أجواء الاضطرابات المدنية إلى قانون حظر رئيس البرلمان لعام 1963 الذي يحظر خطابات الشيوعيين في حرم الجامعات في ولاية كارولينا الشمالية. تم انتقاد القانون على الفور من قبل مستشار الجامعة وليام برانتلي أيكوك ورئيس الجامعة وليام فرايداي، ولكن لم تتم مراجعته من قبل الجمعية العامة لولاية نورث كارولينا حتى عام 1965. التعديلات الصغيرة للسماح بالزيارات «النادرة» فشلت في استرضاء الجسم الطلابي، خاصة عندما ألغى مجلس أمناء الجامعة قرار المستشار الجديد بول فريدريك شارب بالسماح بإلقاء دعوات للتحدث إلى المتحدث الماركسي هربرت أبثكر وناشط الحريات المدنية فرانك ويلكنسون؛ ومع ذلك، جاء المتحدثان إلى تشابل هيل على أي حال. تحدث ويلكنسون خارج الحرم الجامعي، بينما شاهد أكثر من 1500 طالب خطاب أبتكر عبر جدار منخفض للحرم الجامعي على حافة الحرم الجامعي، أطلق عليه ديلي تار هيل للمحافظ دان ك. مور "جدار دان مور".  رفعت مجموعة من طلاب جامعة كارولينا الشمالية في تشابل هيل، بقيادة رئيس الهيئة الطلابية بول ديكسون، دعوى قضائية في المحكمة الفيدرالية الأمريكية، وفي 20 فبراير 1968، تم إلغاء قانون حظر المتحدث. في عام 1969، دخل عمال الطعام في حرم لينوار هول في إضراب احتجاجًا على الظلم العنصري المتصور الذي أثر على توظيفهم، وحصلوا على دعم المجموعات الطلابية وأعضاء الجامعة ومجتمع تشابل هيل.
من أواخر التسعينيات وما بعده، توسعت جامعة كارولينا الشمالية في تشابل هيل بسرعة مع زيادة بنسبة 15 ٪ في إجمالي عدد الطلاب إلى أكثر من 28000 بحلول عام 2007. يرافق ذلك إنشاء مرافق جديدة، بتمويل جزئي من حملة جمع التبرعات «كارولينا الأولى» وهبة زادت أربعة أضعاف إلى أكثر من دولارين مليار في غضون عشر سنوات. حصل البروفيسور أوليفر سميثيس على جائزة نوبل في الطب عام 2007 لعمله في علم الوراثة. بالإضافة إلى ذلك، حصل البروفيسور عزيز سنكر على جائزة نوبل في الكيمياء عام 2015 لعمله في فهم آليات الإصلاح الجزيئي للحمض النووي.
في عام 2011، وجدت أول تحقيقات عدة احتيال وخيانة أكاديمية في الجامعة تتعلق ببرنامجها الرياضي. بعد فضيحة أقل حدة بدأت في عام 2010 تنطوي على احتيال أكاديمي ومزايا غير مناسبة مع برنامج كرة القدم بالجامعة، ظهرت مائتا فصل دراسي مشكوك فيه يقدمها قسم الدراسات الإفريقية والأفريقية الأمريكية بالجامعة (المعروف باسم AFAM) إلى النور. ونتيجة لذلك، تم وضع الجامعة تحت المراقبة من قبل وكالة الاعتماد التابعة لها في عام 2015. تمت إزالته من الاختبار في عام 2016.
في نفس العام، كان على الجامعات العامة في ولاية كارولينا الشمالية مشاركة خفض في الميزانية قدره 414 دولارًا مليون دولار، حيث خسر حرم تشابل هيل أكثر من 100 دولار مليون في عام 2011. جاء ذلك في أعقاب التخفيضات في ميزانية الدولة التي قلصت الإنفاق الجامعي بمقدار 231 دولارًا مليون منذ عام 2007؛ قال بروفوست بروس كارني إن أكثر من 130 عضوًا من أعضاء هيئة التدريس غادروا جامعة كارولينا الشمالية منذ عام 2009. مع احتفاظ ضعيف بالموظفين. أوصى مجلس أمناء جامعة كارولينا الشمالية في تشابل هيل-CH بزيادة قدرها 15.6 بالمائة في الرسوم الدراسية، وهي زيادة كبيرة تاريخيًا. أثرت تخفيضات الميزانية في عام 2011 بشكل كبير على الجامعة ووضعت خطة التعليم المتزايدة هذه قيد التنفيذ  واحتج طلاب جامعة كارولينا الشمالية. في 10 فبراير 2012، وافق مجلس محافظي جامعة الأمم المتحدة على زيادة الرسوم الدراسية والرسوم بنسبة 8.8 بالمائة للطلاب الجامعيين داخل الولاية في جميع الحرم الجامعي البالغ عددها 16.
في يونيو 2018، وجدت وزارة التعليم أن جامعة نورث كارولينا في تشابل هيل قد انتهكت الباب التاسع في التعامل مع تقارير الاعتداء الجنسي، بعد خمس سنوات من قيام أربعة طلاب ومسؤول بتقديم شكاوى. ظهرت الجامعة أيضًا في أرض الصيد، وهو فيلم وثائقي لعام 2015 عن الاعتداء الجنسي في حرم الجامعات. ساعدت آني إي كلارك وأندريا بينو، وهما طالبتان ظهرتا في الفيلم، في إنشاء منظمة الدفاع عن الناجين إنهاء الاغتصاب في الحرم الجامعي.
في أغسطس 2018، لفتت الجامعة الاهتمام الوطني بعد الإطاحة بسايلنت سام، وهو نصب كونفدرالي أقيم في الحرم الجامعي في عام 1913 من قبل بنات الكونفدرالية المتحدة. أثار التمثال جدلًا في نقاط مختلفة منذ الستينيات، حيث ادعى النقاد أن النصب التذكاري يستحضر ذكريات العنصرية والرق. استشهد العديد من النقاد بالآراء العنصرية الصريحة التي تم تبنيها في خطاب التفاني الذي قدمه الصناعي المحلي ووصي جامعة كارولينا الشمالية في تشابل هيل Julian Carr عند إزاحة الستار عن التمثال في 2 يونيو 1913، والموافقة التي قوبلت بها من قبل الحشد في التفاني. قبل وقت قصير من بداية العام الدراسي 2018-2019، أطاح المتظاهرون بمدرسة سايلنت سام وتضررت، وهي غائبة عن الحرم الجامعي منذ ذلك الحين. في يوليو 2020، تمت إعادة تسمية قاعة كار في الجامعة، والتي سميت على اسم جوليان كار، باسم «مبنى شؤون الطلاب». دعم كار التفوق الأبيض وكذلك كو كلوكس كلان.
بعد إعادة فتح الحرم الجامعي في أغسطس 2020، أبلغت جامعة كارولينا الشمالية في تشابل هيل عن 135 حالة مرض فيروس كورونا 2019 جديدة وأربع مجموعات من العدوى في غضون أسبوع من بدء الفصول الدراسية الشخصية لفصل خريف 2020. في 10 أغسطس، قدم أعضاء هيئة التدريس والموظفون من العديد من المؤسسات المكونة لجامعة الأمم المتحدة شكوى ضد مجلس حكامها، مطالبين النظام بالتقصير في التعليمات عبر الإنترنت فقط في الخريف. في 17 أغسطس، أعلنت إدارة جامعة الأمم المتحدة أن الجامعة ستنقل جميع فصول الدراسة الجامعية عبر الإنترنت اعتبارًا من 19 أغسطس، لتصبح أول جامعة ترسل الطلاب إلى أوطانهم بعد إعادة فتحها.
ومن بين القادة البارزين في الجامعة الحاكم السادس والعشرون لولاية نورث كارولينا، ديفيد لوري سوين (الرئيس 1835-1868)؛ وإدوين أندرسون ألديرمان (1896-1900)، الذي كان أيضًا رئيسًا لجامعة تولين وجامعة فيرجينيا. في 13 ديسمبر 2019، صوت مجلس حكام نظام جامعة كارولينا الشمالية في تشابل هيل بالإجماع على تسمية كيفن جوسكيويتز مستشار الجامعة الثاني عشر.

## حرم الجامعة

صورة بانورامية للرباعية الرئيسية

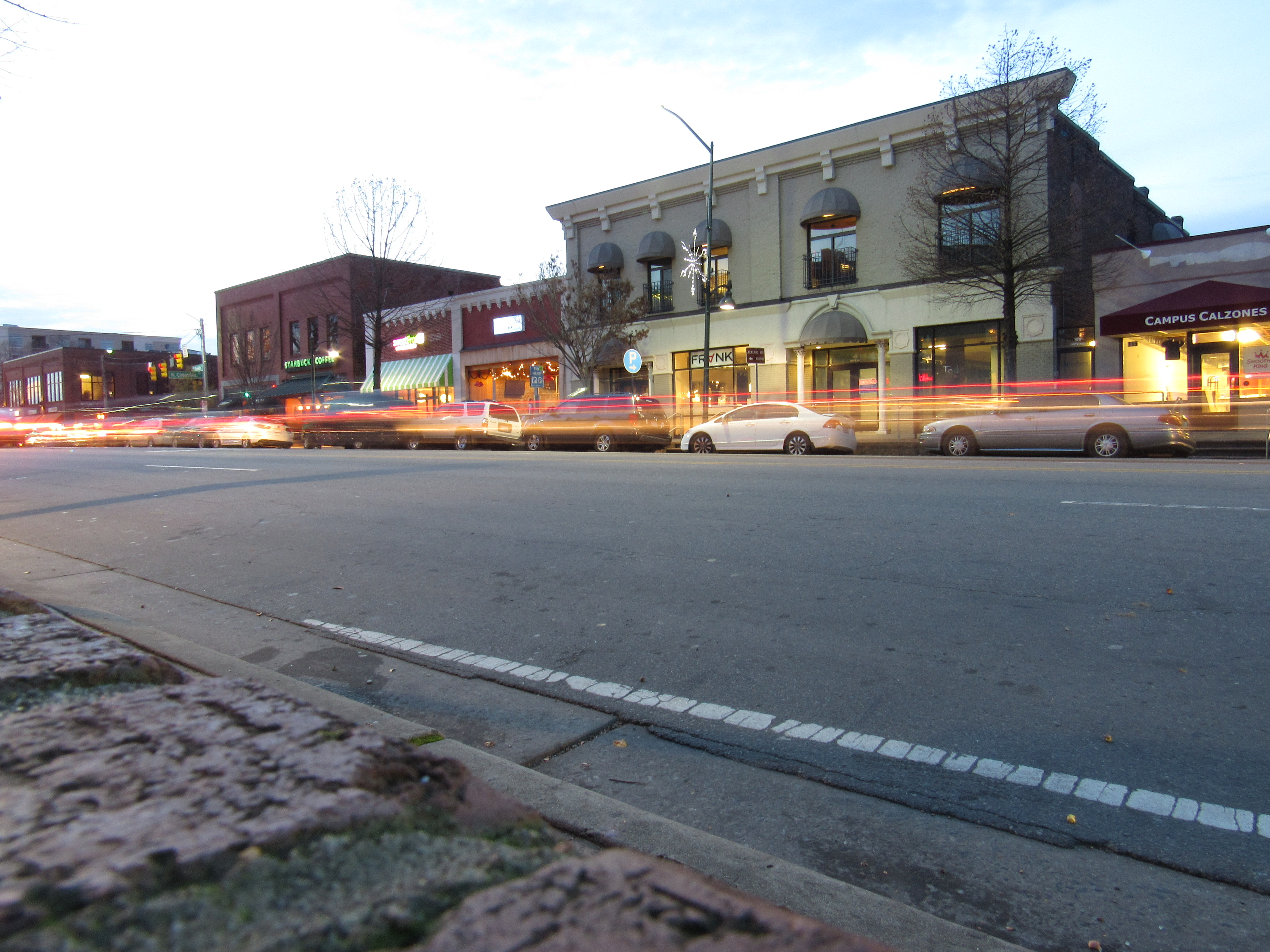
يشكل شارع فرانكلين الحدود الشمالية للحرم الجامعي الرئيسي ويحتوي على العديد من المطاعم والمحلات التجارية الشهيرة. بالإضافة إلى ذلك، فهي بمثابة نقطة محورية للأحداث الثقافية بما في ذلك احتفالات عيد الهالوين وتجمعات انتصار كرة السلة الكبرى.

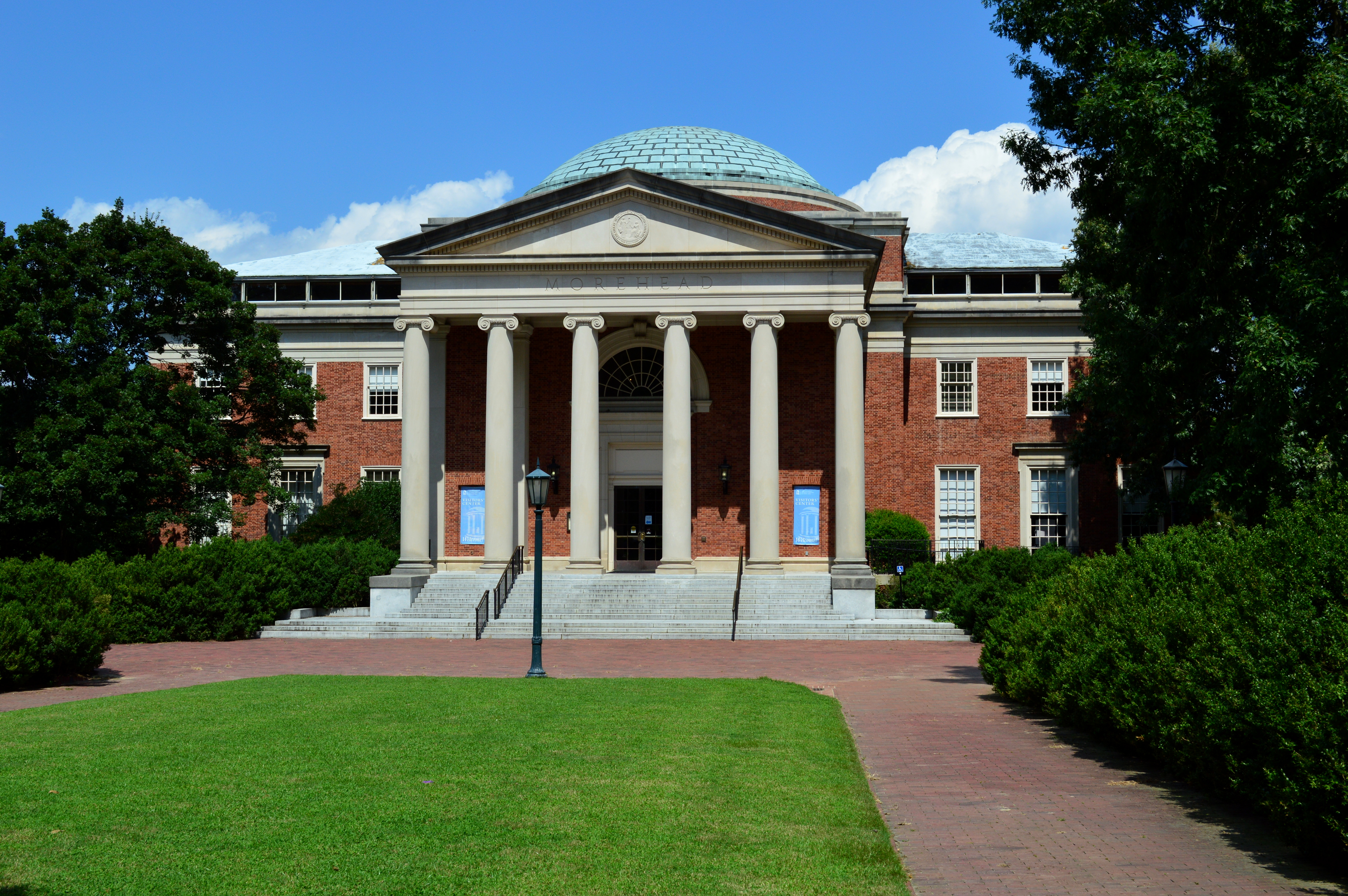
تم افتتاح القبة السماوية في مورهيد، التي صممها إيغرز وهيغينز، لأول مرة في عام 1949.

جامعة كارولينا الشمالية في تشابل هيل- تشابل هيل 729 أكر (3.0 كـم2) يهيمن على الحرم الجامعي اثنان من الكواد المركزيين: بولك بليس وماكوركل بليس. يدعى بولك مكان بعد ولاية كارولينا الشمالية مواطن والجامعات خريج الرئيس جيمس بولك،  ويدعى ماكوركل مكان تكريما ل صموئيل يوسابيوس ماكوركل، والمؤلف الأصلي ل مشروع قانون يطلب من الجامعة ميثاق الأمم المتحدة. بجوار بولك بليس يوجد فناء من الطوب الغارق يُعرف باسم Pit حيث سيجتمع الطلاب، وغالبًا ما ينخرطون في نقاش حيوي مع المتحدثين مثل بيت واعظ. يقع فندق مورهيد – باترسون بيل برج في قلب الحرم الجامعي، ويبلغ عدد عبوره ربع ساعة. في عام 1999، كان جامعة كارولينا الشمالية في تشابل هيل واحدًا من ستة عشر متلقيًا لجوائز ميدالية الجمعية الأمريكية لمهندسي المناظر الطبيعية وتم تحديده كواحد من 50 كلية أو جامعة «عمل فني» بواسطة TA أغماد في كتابه الحرم الجامعي كعمل فني.

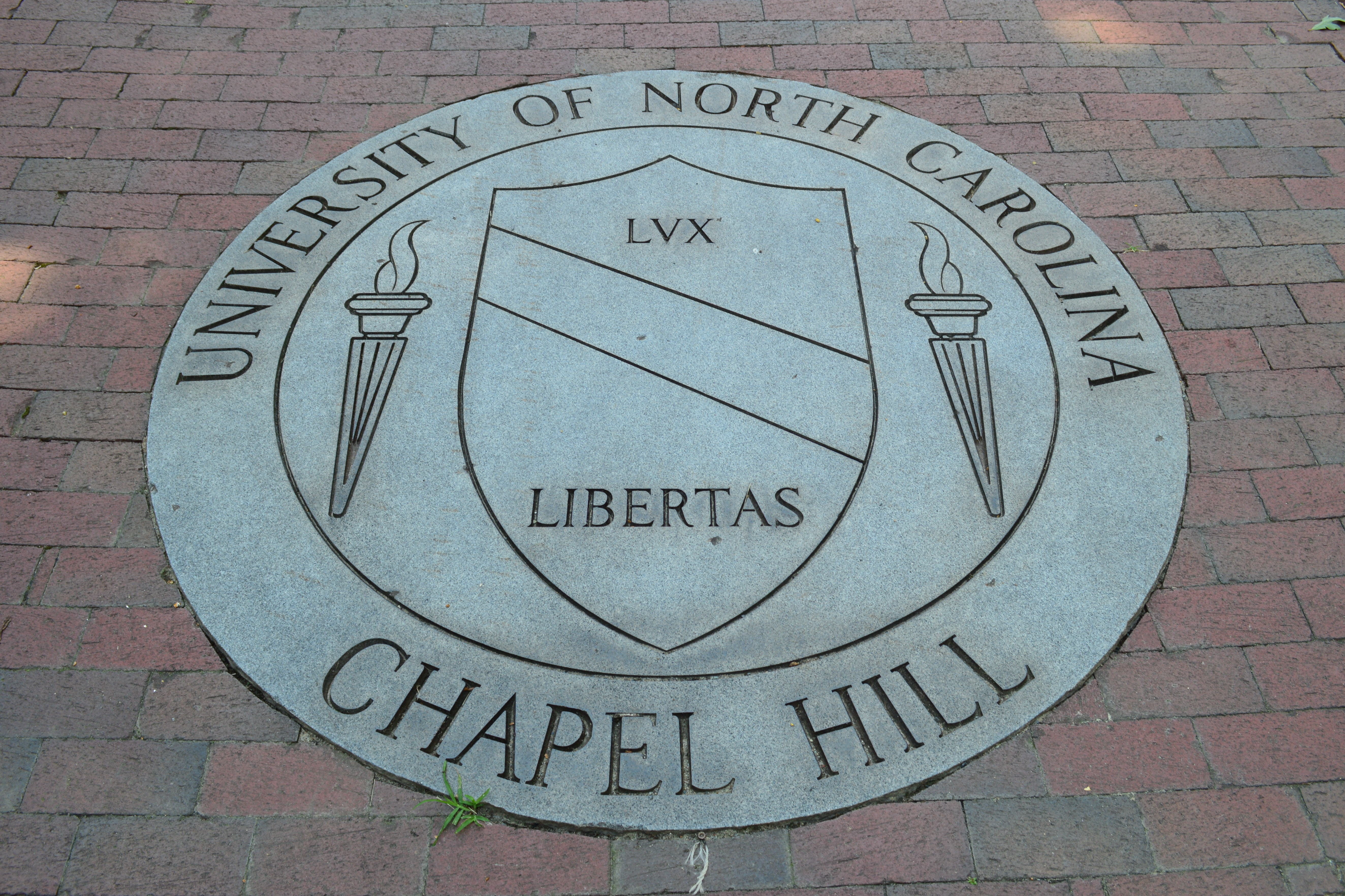
تمثيل لختم الجامعة الواقع أمام المبنى الجنوبي ومخصص بفئة 1989.

تمت الموافقة على حرم جامعي جديد، كارولينا الشمالية، سيتم بناؤه في موقع مطار هوراس ويليامز في عام 2007. من المخطط أن يكون هذا مجمعًا للأبحاث في المقام الأول مزودًا بمرافق علمية موسعة، ولكنه سيضيف أيضًا فصولًا وقاعات إقامة للتعامل مع الزيادات المستقبلية في عدد الطلاب.

### البيئة والاستدامة
تم دمج مبادئ الاستدامة في معظم أنحاء جامعة كارولينا الشمالية في تشابل هيل. في مجال المباني الخضراء، تطلب الجامعة أن تلبي جميع المشاريع الجديدة متطلبات الريادة في تصميمات الطاقة والبيئة الفضية وهي في طور بناء أول مبنى في ولاية كارولينا الشمالية للحصول على وضع LEED البلاتيني. تنتج منشأة التوليد المشترك لجامعة تشابل هيل الحائزة على جوائز ربع الكهرباء وكل البخار المستخدم في الحرم الجامعي. في عام 2006، اتفقت الجامعة ومدينة تشابل هيل معًا على تقليل انبعاثات غازات الاحتباس الحراري بنسبة 60٪ بحلول عام 2050، لتصبح بذلك أول شراكة ترتدي ثوب المدينة في البلاد للقيام بذلك. من خلال هذه الجهود، حصلت الجامعة على درجة "A−" في بطاقة تقرير استدامة الكلية لعام 2010 من معهد الوقف المستدام. فقط 14 من أصل 300 جامعة حصلت على درجة أعلى من هذا.
تعرضت الجامعة لانتقادات مؤخرًا لتخليها عن وعدها بإغلاق محطة توليد الكهرباء التي تعمل بالفحم بحلول عام 2020. أعلنت الجامعة عن خطط لتصبح متعادلة الكربون بحلول عام 2050. في ديسمبر 2019، تم رفع دعوى على الجامعة من قبل نادي سييرا ومركز التنوع البيولوجي لانتهاكها قانون الهواء النظيف.

### مكان ماكوركل والبئر القديم

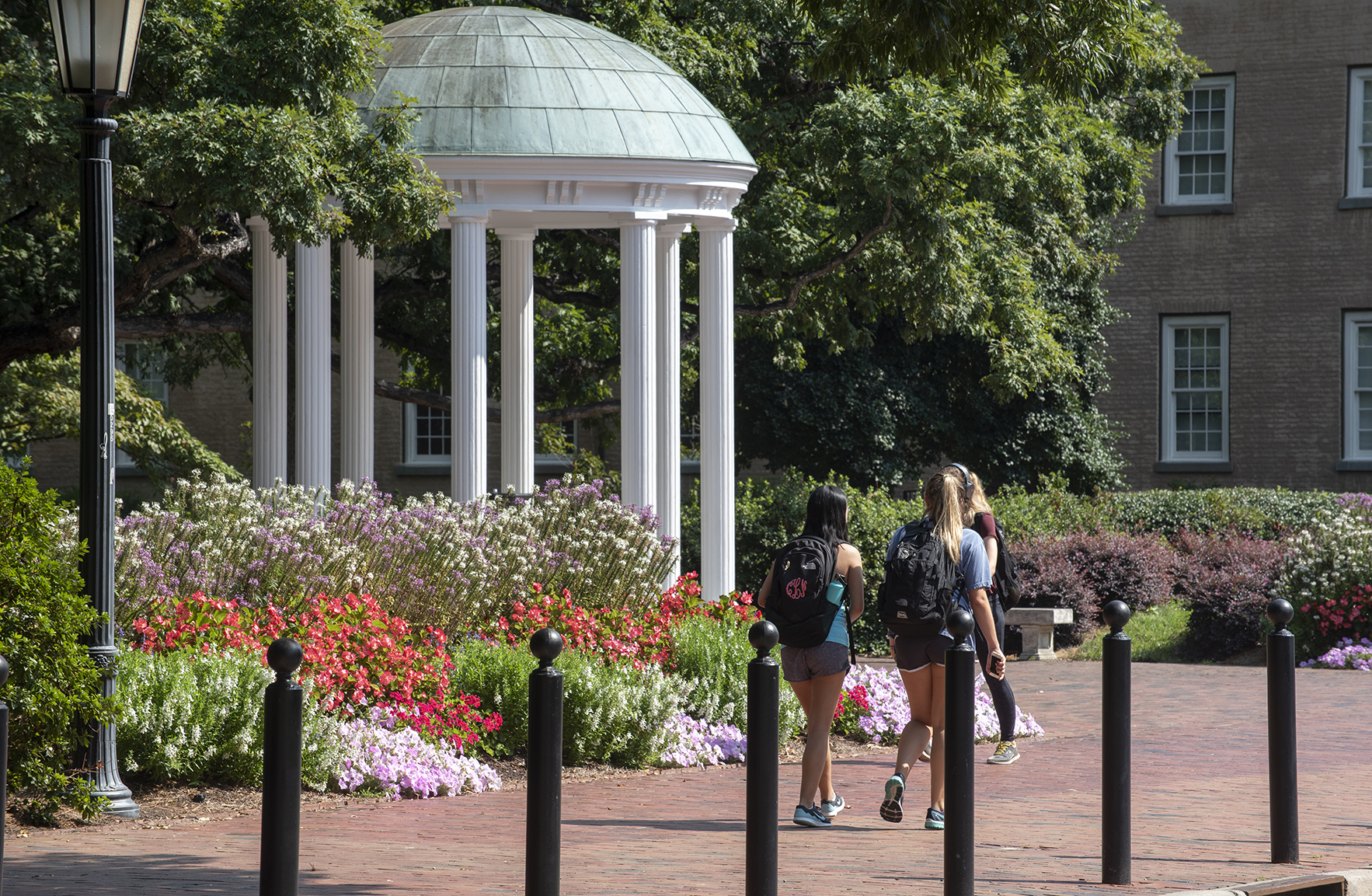
يمر الطلاب عبر البئر القديم، رمز جامعة كارولينا الشمالية في تشابل هيل لسنوات

ماكوركل بليس، وهي ساحة خضراء في حرم جامعة نورث كارولينا في تشابل هيل بولاية نورث كارولينا، تخلد ذكرى صموئيل أوزيبيوس ماكوركل، مبتدئ الجامعة وسلفها.
الرمز الأكثر ثباتًا للجامعة هو البئر القديم، وهو عبارة عن مستديرة صغيرة كلاسيكية جديدة مبنية على معبد الحب في حدائق فرساي، في نفس موقع البئر الأصلي الذي وفر المياه للمدرسة. يقع البئر في الطرف الجنوبي من مكان ماكوركل، الربع الشمالي، بين اثنين من أقدم المباني في الحرم الجامعي، الشرق القديم، والغرب القديم.
توجد أيضًا في ماكوركل بليس شجرة ديفي بوبلر التي من المفترض أن مؤسس الجامعة، ويليام ريتشاردسون دافي، اختار تحتها موقع الجامعة. تقول أسطورة ديفي بوبلار أنه ما دامت الشجرة قائمة، ستبقى الجامعة كذلك. بسبب صحة الشجرة المشكوك فيها من الأضرار الناجمة عن الطقس القاسي مثل إعصار فران في عام 1996، قامت الجامعة بزرع نسختين وراثيتين بالقرب من ديفي بوبلار جونيور وديفي بوبلار الثالث. استنساخ ثاني، ديفي بوبلار الثالث، تمت زراعته بالتزامن مع احتفال الجامعة بمرور مائتي عام 1993. لا يُسمح للطلاب الأعضاء في الجمعيات الديالكتيكية والخيرية بالجامعة بالسير على العشب في مكان ماكوركل احترامًا لمكان الاستراحة المجهول لجوزيف كالدويل، أول رئيس للجامعة.

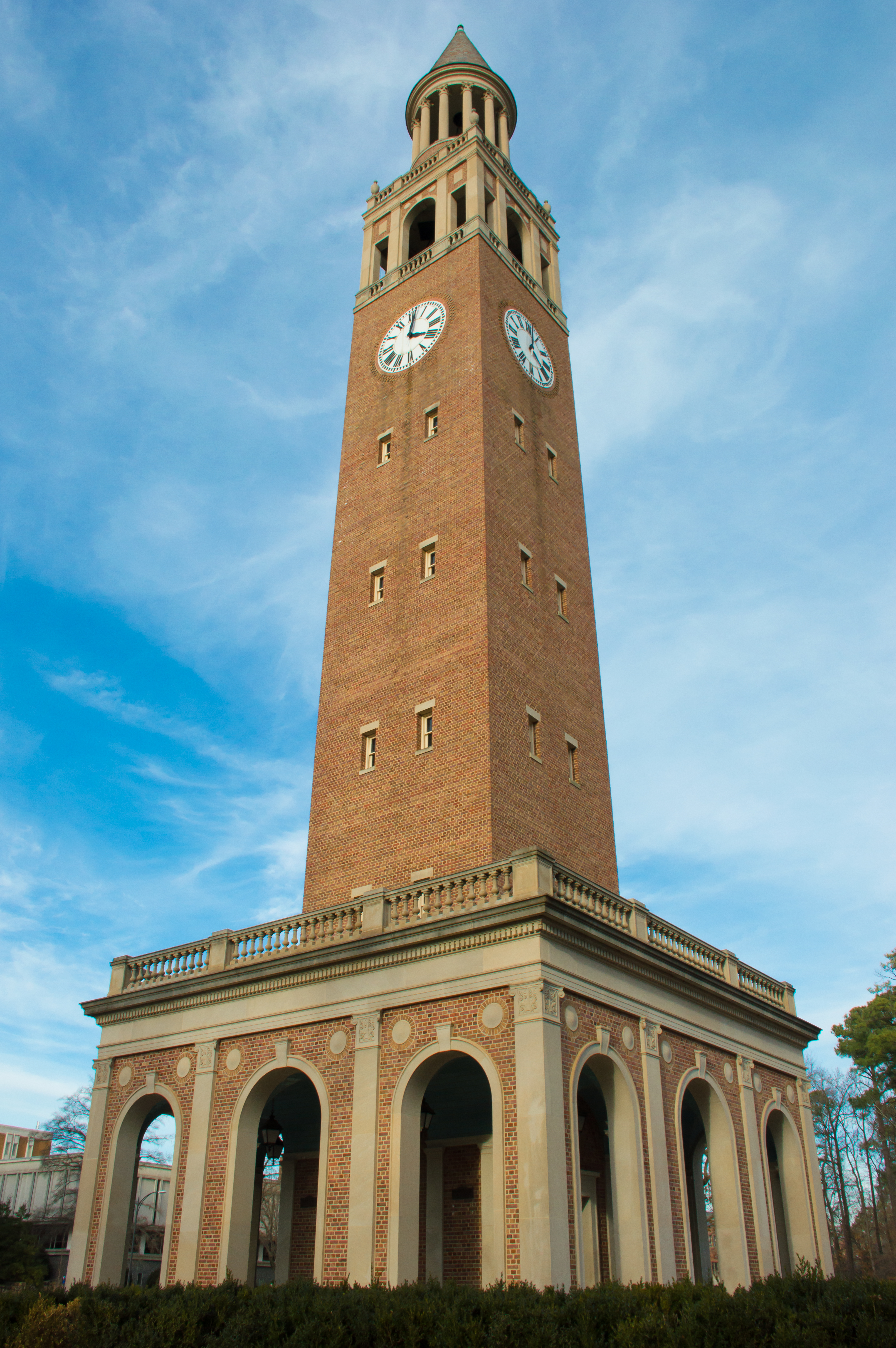
اكتمل بناء برج مورهيد - باترسون بيل في عام 1931 ويبلغ ارتفاعه 172 قدمًا.

تم إنشاء برج جرس مورهيد - باترسون من قبل جون موتلي مورهيد الثالث، المتبرع لمنحة مورهيد الدراسية. تم تصميم السياج والمناظر الطبيعية المحيطة به من قبل ويليام سي كوكر، أستاذ علم النبات ومؤسس مشتل الحرم الجامعي. تقليديا، كبار السن لديهم الفرصة لتسلق البرج قبل أيام قليلة من بداية مايو.
يقع مسرح صانعو الألعاب التاريخي في شارع كاميرون بين ماكوركل بليس وبولك بليس. تم تصميمه من قبل ألكسندر جاكسون ديفيس، وهو نفس المهندس المعماري الذي جدد الواجهة الشمالية للشرق القديم في عام 1844. تم الانتهاء من المبنى المواجه للشرق في عام 1851 وعمل في البداية كمكتبة وقاعة رقص. سميت في الأصل سميث هول على اسم حاكم ولاية كارولينا الشمالية بنجامين سميث، الذي كان مساعدًا خاصًا لجورج واشنطن خلال الحرب الثورية الأمريكية وكان من أوائل المستفيدين للجامعة. عندما انتقلت المكتبة إلى هيل هول في عام 1907، احتلت كلية الحقوق قاعة سميث حتى عام 1923. في عام 1925، تم تجديد الهيكل واستخدامه كمرحلة من قبل مجموعة المسرح الجامعي، كارولينا بلايماكرز. لقد ظل مسرحًا حتى يومنا هذا. كتب لويس راوند ويلسون في عام 1957 أن مسرح صانعو الألعاب هو «الجوهرة المعمارية للحرم الجامعي.» تم إعلان مسرح صانعو الألعاب معلمًا تاريخيًا وطنيًا في عام 1973. اليوم، يعد المبنى مكانًا لإنتاج الدراما الطلابية والحفلات الموسيقية والفعاليات التي ترعاها الأقسام الأكاديمية.

## أكاديميون

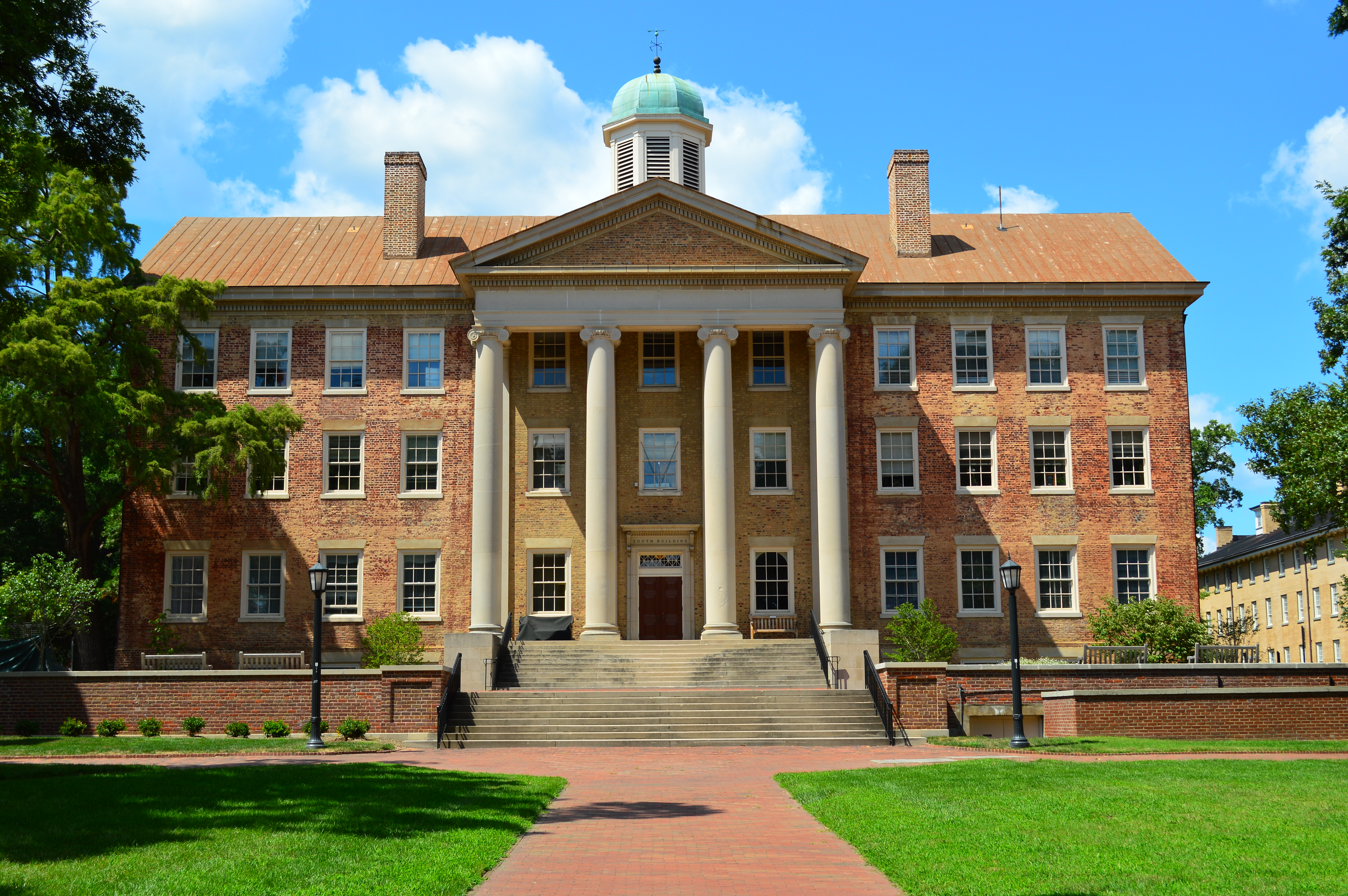
المبنى الجنوبي، المكاتب الإدارية للمستشار وكلية الآداب والعلوم

### منهاج دراسي

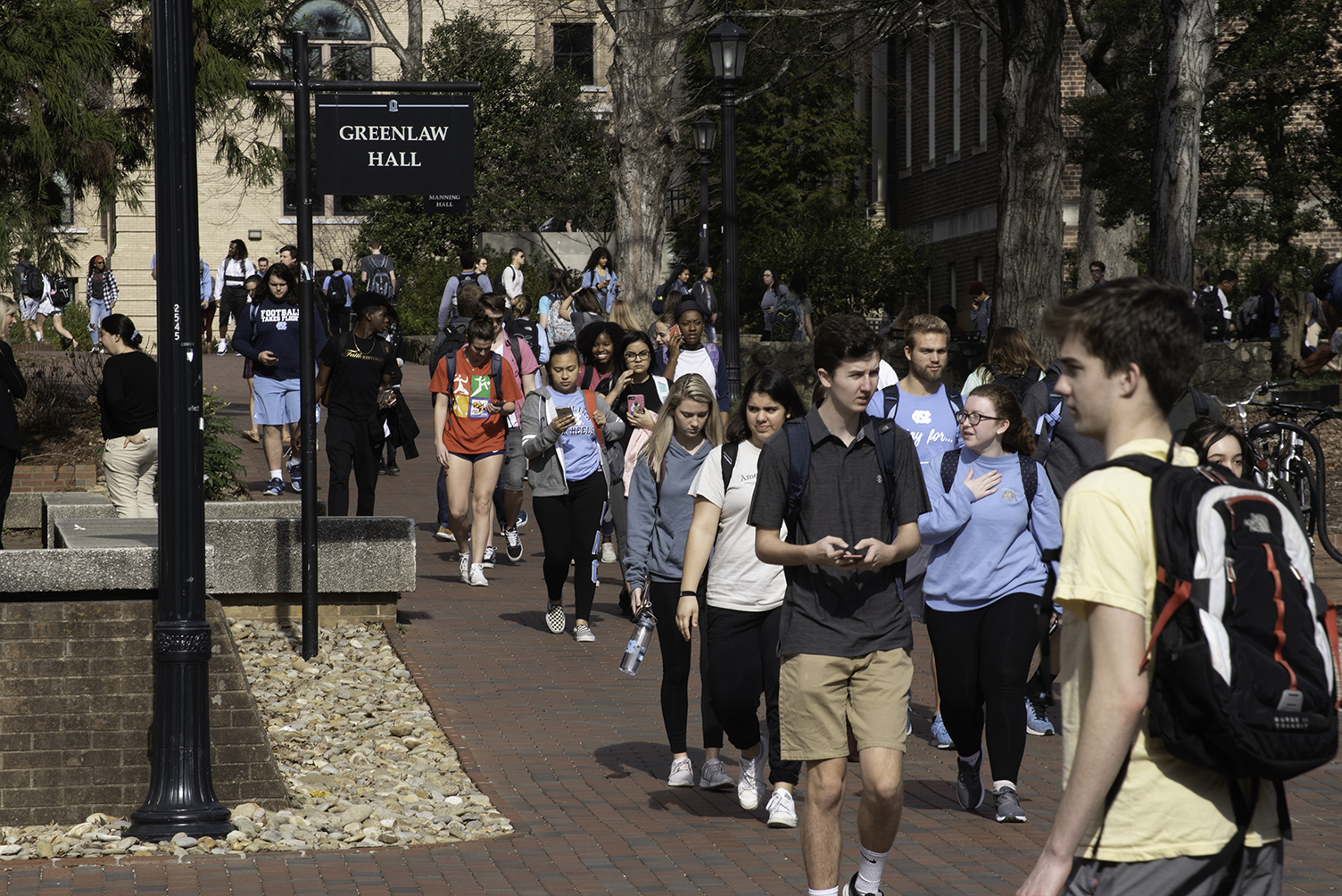
الطلاب يتجولون في الحرم الجامعي بين الفصول الدراسية

تقدم جامعة كارولينا الشمالية في تشابل هيل 71 برنامجًا لدرجة البكالوريوس و 107 ماجستير و 74 برنامجًا لدرجة الدكتوراه.  تسجل الجامعة أكثر من 28000 طالب من جميع مقاطعات نورث كارولينا الـ 100، والولايات الـ 49 الأخرى، و 47 دولة أخرى. إنها ثالث أكبر جامعة في ولاية كارولينا الشمالية، بعد جامعة ولاية كارولينا الشمالية وجامعة نورث كارولينا في شارلوت في التسجيل. يشترط قانون الولاية أن تكون النسبة المئوية للطلاب من ولاية كارولينا الشمالية في كل صف مبتدئ تلبي أو تتجاوز 82٪. يتكون الجسم الطلابي من 17,981 طالبًا جامعيًا و 10,935 طالبًا جامعيًا ومتخرجًا (اعتبارًا من خريف 2009). تشكل الأقليات العرقية والإثنية 30.8٪ من الطلاب الجامعيين في جامعة كارولينا الشمالية في تشابل هيل اعتبارًا من عام 2010  وتضاعفت الطلبات المقدمة من الطلاب الدوليين في السنوات الخمس الماضية (من 702 في عام 2004 إلى 1629 في عام 2009). أبلغ تسعة وثمانون بالمائة من طلاب السنة الأولى المسجلين في عام 2009 عن معدل تراكمي 4.0 أو أعلى على مقياس مرجح 4.0. طلاب جامعة كارولينا الشمالية في تشابل هيل منافسون أقوياء للحصول على المنح الدراسية الوطنية والدولية. التخصصات الأكثر شعبية في جامعة كارولينا الشمالية في تشابل هيل هي علم الأحياء، وإدارة الأعمال، وعلم النفس، والإعلام والصحافة، والعلوم السياسية. تقدم جامعة كارولينا الشمالية في تشابل هيل أيضًا 300 برنامج للدراسة بالخارج في 70 دولة.
على المستوى الجامعي، يجب على جميع الطلاب استيفاء عدد من متطلبات التعليم العام كجزء من منهج إجراء اتصالات، والذي تم تقديمه في عام 2006. دورات اللغة الإنجليزية والعلوم الاجتماعية والتاريخ واللغة الأجنبية والرياضيات والعلوم الطبيعية مطلوبة من جميع الطلاب، مما يضمن حصولهم على تعليم واسع في الفنون الحرة.  تقدم الجامعة أيضًا مجموعة واسعة من ندوات السنة الأولى للطلاب الجدد. بعد عامهم الثاني، ينتقل الطلاب إلى كلية الآداب والعلوم، أو يختارون برنامج المدرسة المهنية الجامعية ضمن كليات الطب، والتمريض، والأعمال التجارية، والتعليم، والصيدلة، والمعلومات وعلوم المكتبات، والصحة العامة، أو الإعلام والصحافة. يتم الاحتفاظ بالطلاب الجامعيين بحد أقصى ثمانية فصول دراسية من الدراسة.

### القبول الجامعي
عملية القبول في جامعة كارولينا الشمالية في تشابل هيل هي «الأكثر انتقائية» وفقًا لتقرير يو إس نيوز آند وورد ريبورت. يتطلب قانون الولاية أن تكون النسبة المئوية للطلاب داخل الولاية لكل فصل جديد على الأقل 82٪، مما يجعل القبول خارج الولاية انتقائيًا بشكل خاص. بالنسبة للطلاب الجدد الذين يدخلون خريف 2019، تم قبول 9,610 من أصل 44,859 متقدمًا، بمعدل قبول بنسبة 21٪، و 4,183 مُسجلًا. شكلت النساء 61٪ من فئة الوافدين؛ الرجال 39٪.
من بين الطلاب الجدد الذين التحقوا في خريف 2019، تراوحت درجات سات للمنتصف 50٪ من 650 إلى 730 للقراءة النقدية و 660-770 للرياضيات. تراوحت الدرجات المركبة ACT لمتوسط 50٪ من 28 إلى 33. من حيث رتبة الفصل، كان 78 ٪ من الطلاب الجدد المسجلين في أعلى 10 ٪ من فصول المدرسة الثانوية.

### قسم السياسة العامة
تأسست إدارة السياسة العامة التابعة لجامعة الأمم المتحدة في تشابل هيل عام 2001، وهي عبارة عن برنامج سياسة عامة يقدم تخصصات في مجالات مثل السياسة الصحية العالمية، وسياسة التعليم، والسياسة الضريبية، والعدالة الاجتماعية.
تأسس المنهج الدراسي في تحليل السياسة العامة في عام 1979، وكان من أوائل برامج درجة البكالوريوس في السياسة العامة، وعضوًا أساسيًا في الجمعية الوطنية لتحليل السياسات العامة وإدارتها. تم تعزيزه في عام 1991 من خلال منهج دكتوراه متعدد التخصصات في تحليل السياسة العامة. في عام 1995 تم دمج المنهجين وبدأوا في تعيين أعضاء هيئة التدريس الأساسيين الخاصين بهم. في عام 2001 أصبح المنهج المجمع هو القسم الحالي للسياسة العامة.

### قانون الشرف
يوجد بالجامعة قانون شرف طويل الأمد يُعرف باسم «أداة الحوكمة القضائية للطلاب»، مكملًا بنظام شرف يديره الطلاب بالكامل لحل المشكلات مع الطلاب المتهمين بالجرائم الأكاديمية وارتكاب جرائم ضد مجتمع الجامعة. ينقسم نظام الشرف إلى ثلاثة فروع: هيئة الأركان العامة للطلاب ومحكمة الشرف والتواصل مع نظام الشرف. يتم تعيين المدعي العام للطالب من قبل رئيس الهيئة الطلابية للتحقيق في جميع التقارير الخاصة بانتهاكات قانون الشرف وتحديد ما إذا كان سيتم توجيه اتهامات ضد الطالب أم لا كما هو مفصل في «الأداة». يتم دعم النائب العام من قبل طاقم عمل مختار من حوالي 40 طالبًا. يرأس محكمة الشرف الرئيس، الذي يتم تعيينه من قبل رئيس الهيئة الطلابية، ويدعمه نواب الرئيس الذين يفصلون في جلسات استماع جميع الطلاب. تتكون محكمة الشرف ككل من حوالي 80 طالبًا مختارًا. إن برنامج التواصل مع نظام الشرف هو فرع من النظام مكرس فقط لتعزيز الشرف والنزاهة في مجتمع الجامعة. جامعة كارولينا الشمالية في تشابل هيل هي الجامعة العامة الوحيدة، باستثناء الأكاديميات العسكرية، التي لديها نظام يديره الطلاب بالكامل من بداية العملية إلى نهايتها. 

### مكتبات

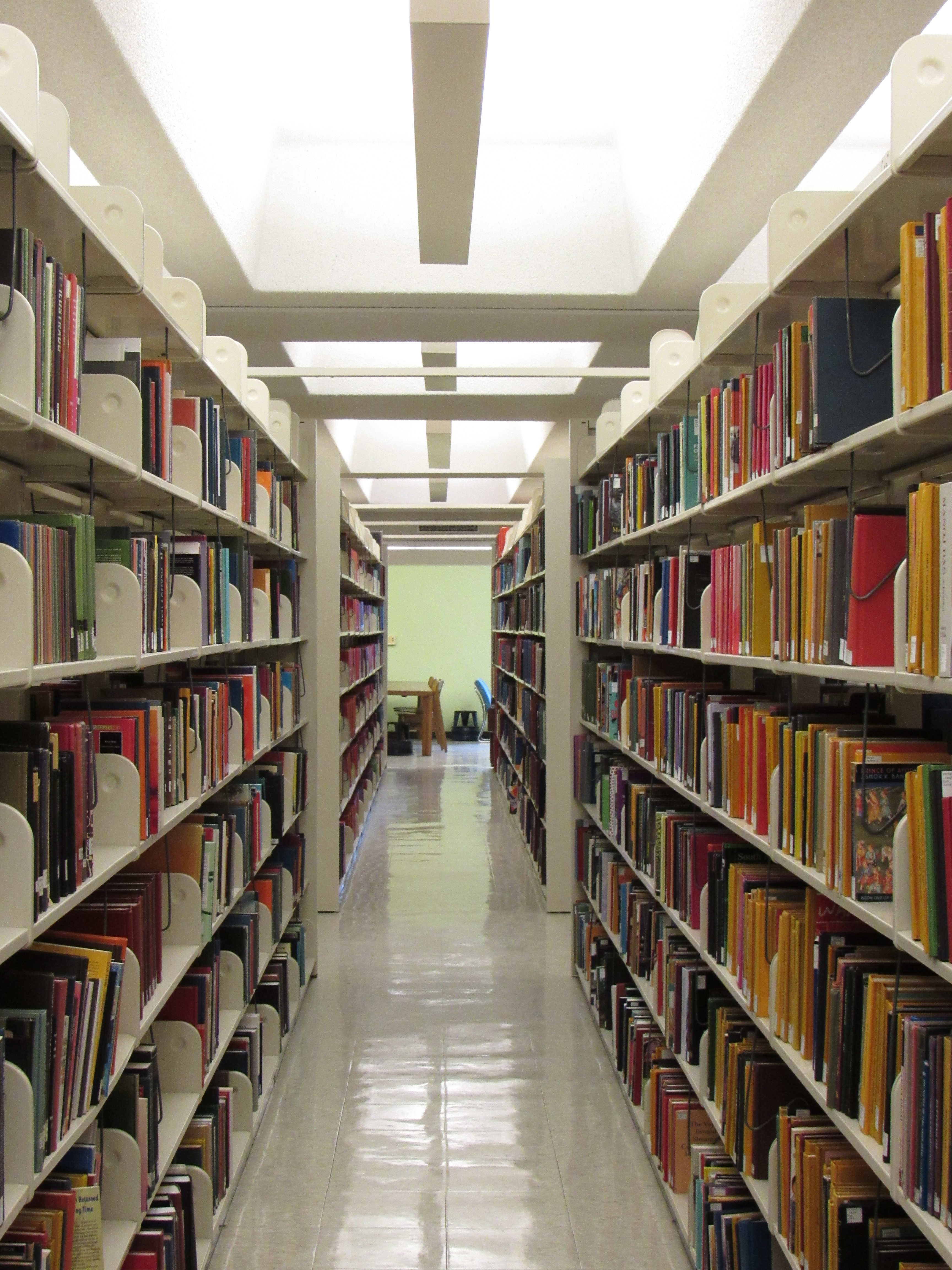
مكتبة ديفيس

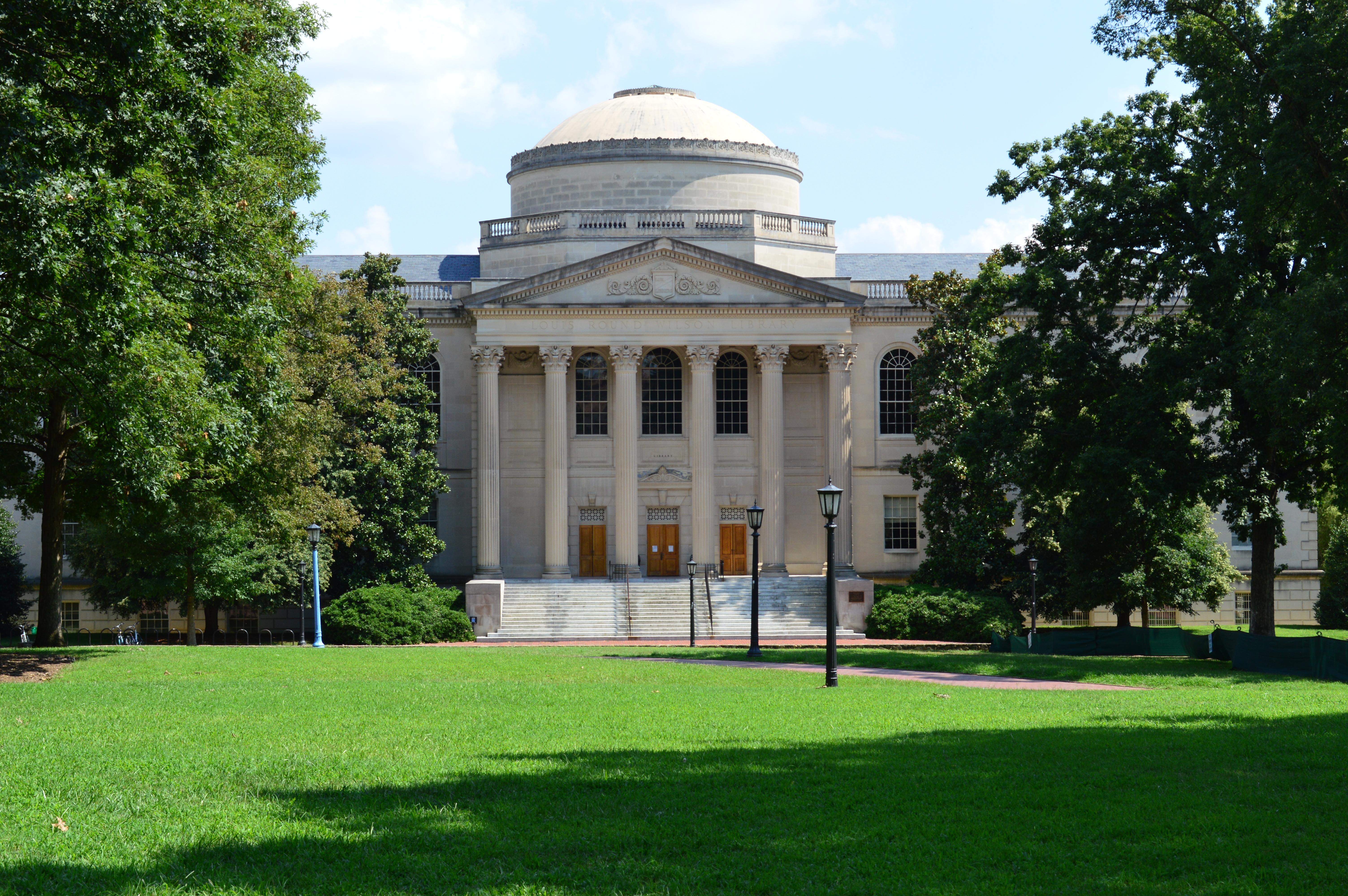
افتتحت مكتبة لويس راوند ويلسون في عام 1929 وتعمل كمكتبة للمجموعات الخاصة.

يشتمل نظام مكتبة جامعة كارولينا الشمالية في تشابل هيل على عدد من المكتبات الفردية الموجودة في جميع أنحاء الحرم الجامعي وتضم أكثر من 7.0 مليون مجلد في المجموع. تعد مجموعة نورث كارولينا (NCC) التابعة لجامعة نورث كارولينا في تشابل هيل أكبر وأشمل مجموعة من المقتنيات حول أي ولاية واحدة على مستوى البلاد. يوثق التجميع الذي لا مثيل له للمواد الأدبية والمرئية والتركيبية أربعة قرون من تاريخ وثقافة ولاية كارولينا الشمالية. تقع مجموعة نورث كارولينا في مكتبة ويلسون، التي سميت على اسم لويس راوند ويلسون، جنبًا إلى جنب مع المجموعة التاريخية الجنوبية، ومجموعة الكتب النادرة، ومجموعة الحياة الشعبية الجنوبية. تعد الجامعة موطنًا لـ إيبيبليو، وهي واحدة من أكبر مجموعات المعلومات المتاحة مجانًا في العالم بما في ذلك البرامج والموسيقى والأدب والفن والتاريخ والعلوم والسياسة والدراسات الثقافية.
مكتبة ديفيس، الواقعة بالقرب من الحفرة، هي المكتبة الرئيسية وأكبر مرفق أكاديمي ومبنى مملوك للدولة في ولاية كارولينا الشمالية. تم تسميته على اسم فاعل الخير في ولاية كارولينا الشمالية والتر رويال ديفيس وافتتح في 6 فبراير 1984. كان أول كتاب تم سحبه من مكتبة ديفيس هو كتاب جورج أورويل عام 1984. تقع مكتبة RB البيت الجامعية بين منطقة بيت ومكتبة مكتبة ويلسون. سمي على اسم روبرت ب. هاوس، مستشار قيادة الأمم المتحدة من عام 1945 إلى عام 1957، وافتتح في عام 1968. في عام 2001، خضعت مكتبة RB البيت الجامعية لـ 9.9 دولار مليون عملية تجديد قامت بتحديث المفروشات والمعدات والبنية التحتية للمبنى. قبل إنشاء Davis، كانت مكتبة ويلسون هي المكتبة الرئيسية للجامعة، ولكن الآن تستضيف مكتبة ويلسون أحداثًا خاصة وتضم مجموعات خاصة وكتب نادرة ومعارض مؤقتة.

### توثيق الجنوب الأمريكي
تشرف المكتبة على توثيق الجنوب الأمريكي، وهو موقع مجاني للوصول العام من «المواد الأولية الرقمية التي تقدم وجهات نظر جنوبية حول التاريخ والثقافة الأمريكية.» بدأ المشروع في عام 1996. في عام 2009، أطلقت المكتبة مركز التراث الرقمي في ولاية كارولينا الشمالية، وهي مكتبة رقمية على مستوى الولاية، بالشراكة مع منظمات أخرى.

## الترتيب والسمعة

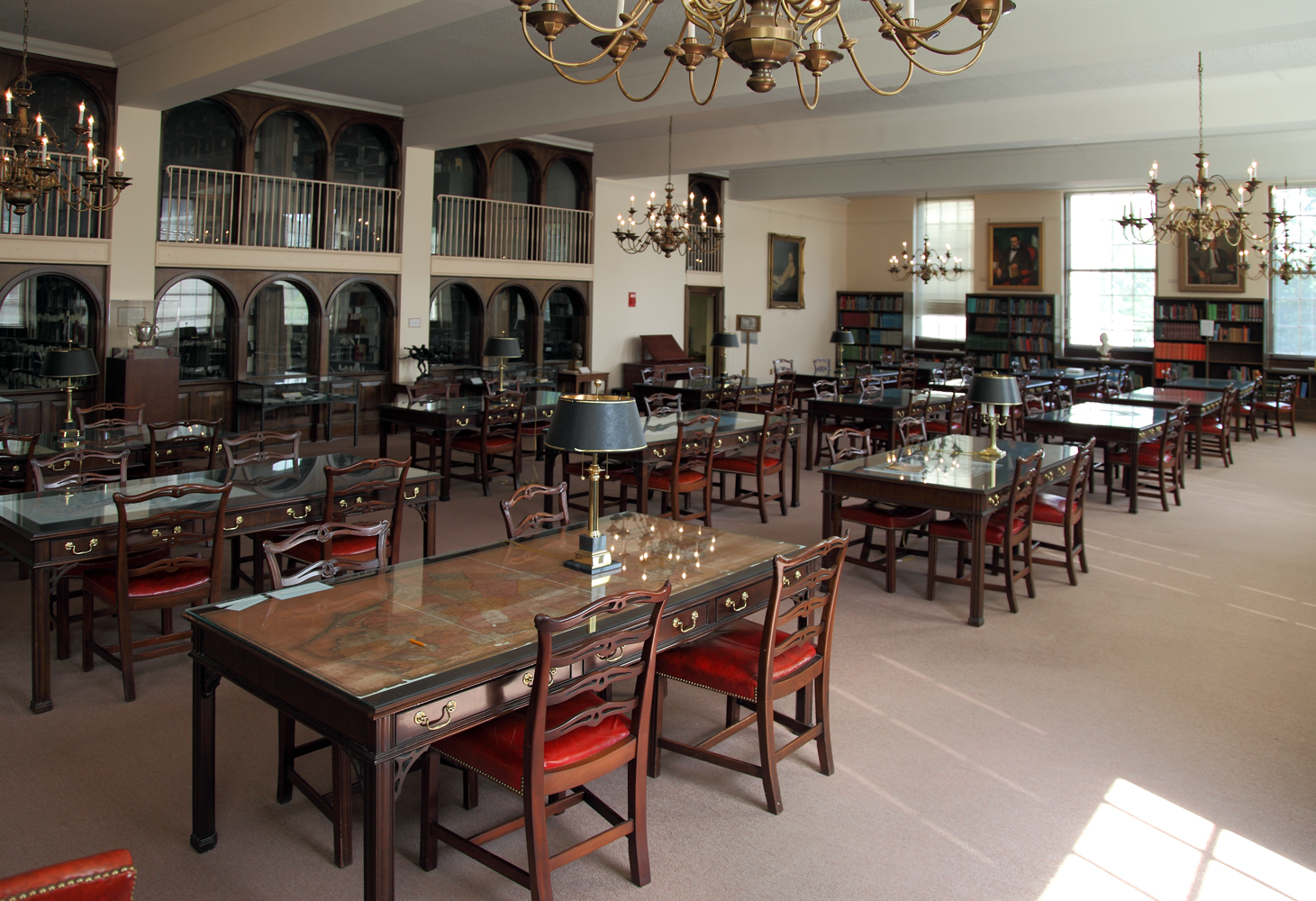
NCC هي أكبر مجموعة من المواد المطبوعة المتعلقة بحالة واحدة.

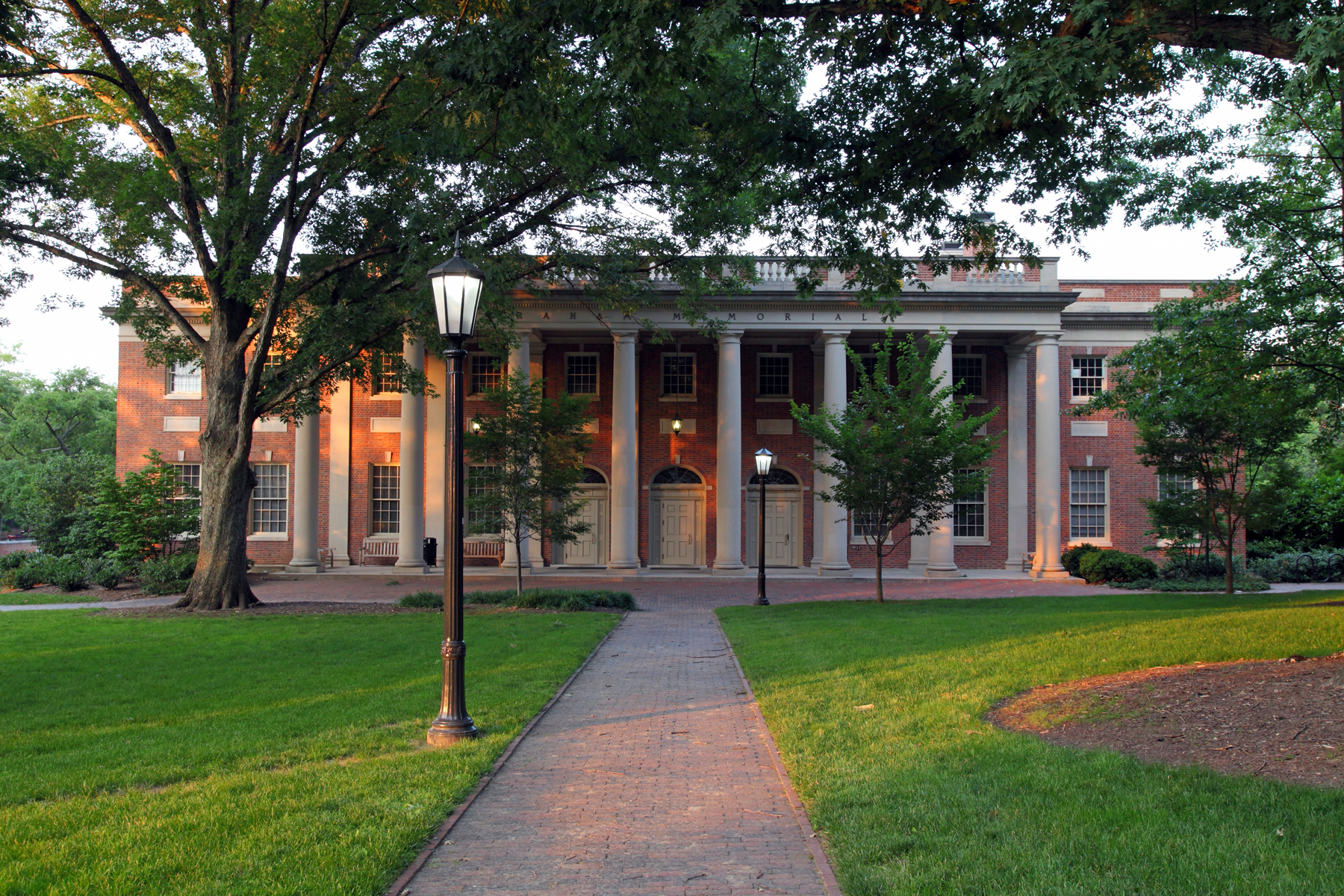
يقع نصب جراهام التذكاري بجوار شارع فرانكلين ويضم مكتب الأبحاث الجامعية وبرنامج الدراسة في الخارج مع مرتبة الشرف.

بالنسبة لعام 2021، صنفت يو إس نيوز آند وورد ريبورت جامعة جامعة كارولينا الشمالية في تشابل هيل في المرتبة الخامسة بين الجامعات الحكومية وتحتل المرتبة 28 على المستوى الوطني بين الجامعات العامة والخاصة في الولايات المتحدة. صنفت صحيفة وول ستريت جورنال جامعة كارولينا الشمالية في تشابل هيل ثالث أفضل جامعة عامة خلف جامعة ميشيغان وجامعة كاليفورنيا في لوس أنجلوس.
أطلق ريتشارد مول على الجامعة لقب العامة لبلاب في كتابه الصادر عام 1985 بعنوان اللبلاب العام: دليل لأفضل الكليات والجامعات العامة في أمريكا، وفي أدلة لاحقة كتبها هوارد وماثيو جرين. حصلت العديد من المدارس المهنية في جامعة كارولينا الشمالية في تشابل هيل على تصنيفات عالية في المنشورات مثل فوربس، بالإضافة إلى استطلاعات أخبار الولايات المتحدة والتقرير العالمي السنوية.  في عام 2020، صنفت يو إس نيوز آند وورد ريبورت كلية الطب في المرتبة الأولى في الرعاية الأولية والمرتبة 23 في مجال البحث. في عام 2016، صنفت يو إس نيوز آند وورد ريبورت برنامج ماجستير إدارة الأعمال في جامعة جامعة كارولينا الشمالية في تشابل هيل كلية إدارة الأعمال كأفضل 16 في البلاد. في إصدار عام 2019، صنفت أخبار الولايات المتحدة والتقرير العالمي مدرسة جيلينجز للصحة العامة العالمية باعتبارها ثاني أفضل مدرسة للصحة العامة في الولايات المتحدة (خلف جونز هوبكنز وتعادل مع هارفارد). صنفت مدرسة يو إس نيوز آند وورلد ريبورت أخبار الولايات المتحدة والتقرير العالمي كلية الصيدلة التابعة لجامعة الأمم المتحدة في المرتبة الأولى بين كليات الصيدلة في الولايات المتحدة. في عام 2005، صنفت مجلة أسبوع العمل برنامج ماجستير إدارة الأعمال التنفيذية في جامعة جامعة كارولينا الشمالية في تشابل هيل كلية إدارة الأعمال كأفضل خامس أفضل برنامج في الولايات المتحدة. تقدم جامعة جامعة كارولينا الشمالية في تشابل هيل أيضًا برنامج ماجستير إدارة الأعمال عبر الإنترنت، جامعة كارولينا الشمالية في تشابل هيل،  الذي تم تصنيفه رقم 1 في الدولة في 2019 لأفضل برامج ماجستير إدارة الأعمال عبر الإنترنت (مرتبطة بكلية كيلي للأعمال في جامعة إنديانا). تشمل الكليات الأخرى ذات التصنيف العالي الصحافة والاتصال الجماهيري والقانون وعلوم المكتبات والمعلومات والطب وطب الأسنان والتخطيط الحضري والإقليمي. على الصعيد الوطني، تعد جامعة جامعة كارولينا الشمالية في تشابل هيل من بين أفضل عشر جامعات عامة للبحث. على الصعيد الدولي، تصنيف كيو إس للجامعات العالمية 2016 ولاية كارولينا الشمالية في المرتبة 78 في العالم (في 2010 تصنيف مجلة تايمز للتعليم العالي للجامعات العالمية وتصنيف كيو إس للجامعات العالمية منفصلة عن طرق إنتاج تصنيفات منفصلة). صنفت شركة كيبلينغر للتمويل الشخصي في عام 2015 جامعة نورث كارولينا في تشابل هيل على أنها الكلية العامة «الأفضل قيمة» الأولى في البلاد. كما تصدرت الجامعة قائمة برينستون ريفيو لأفضل الكليات قيمة في 2014. وبالمثل، تحتل الجامعة المرتبة الأولى بين الجامعات الحكومية والتاسعة بشكل عام في «المدارس الكبرى، والأسعار الرائعة»، على أساس الجودة الأكاديمية، وصافي تكلفة الحضور، ومتوسط ديون الطلاب. تعد الجامعة أيضًا من أكبر المتلقين لمنح وأموال المعهد الوطني للصحة. للعام المالي 2020، تلقت الجامعة 509.9 دولارًا مليون في أموال المعاهد الوطنية للصحة للبحث. هذا المبلغ يجعل تشابل هيل في المرتبة العاشرة بين المتلقين العامين لتمويل الأبحاث في الدولة من قبل المعاهد الوطنية للصحة.

## المنح الدراسية
لعقود من الزمان، قدمت جامعة كارولينا الشمالية في تشابل هيل منحة دراسية للجامعة تُعرف باسم منحة مورهيد-كاين. يتلقى المستلمون الرسوم الدراسية الكاملة، والغرفة والمأكل، والكتب، والأموال للدراسة الصيفية لمدة أربع سنوات. منذ بداية برنامج مورهيد، تم تسمية 29 من خريجي البرنامج بعلماء رودس. منذ عام 2001، شاركت ولاية كارولينا الشمالية أيضًا في استضافة برنامج روبرتسون للقيادة للمثقفين، وهو برنامج المنح الدراسية الجدارة وتطوير القيادة الذي يمنح المستفيدين امتيازات الطلاب الكاملة في كل من جامعة نورث كارولينا في تشابل هيل وجامعة ديوك المجاورة. بالإضافة إلى ذلك، تقدم الجامعة منحا دراسية على أساس الجدارة والصفات القيادية، بما في ذلك برامج كارولينا العقيد روبنسون جونستون العلماء بوج. في عام 2003، أعلن المستشار جيمس موسر عن ميثاق كارولينا، حيث تقدم جامعة نورث كارولينا تعليمًا خاليًا من الديون للطلاب ذوي الدخل المنخفض الذين يتم قبولهم في الجامعة. كان البرنامج هو الأول من نوعه في جامعة حكومية والثاني بشكل عام في الدولة (بعد جامعة برينستون). وحذت حوالي 80 جامعة أخرى حذوها.

## ألعاب القوى

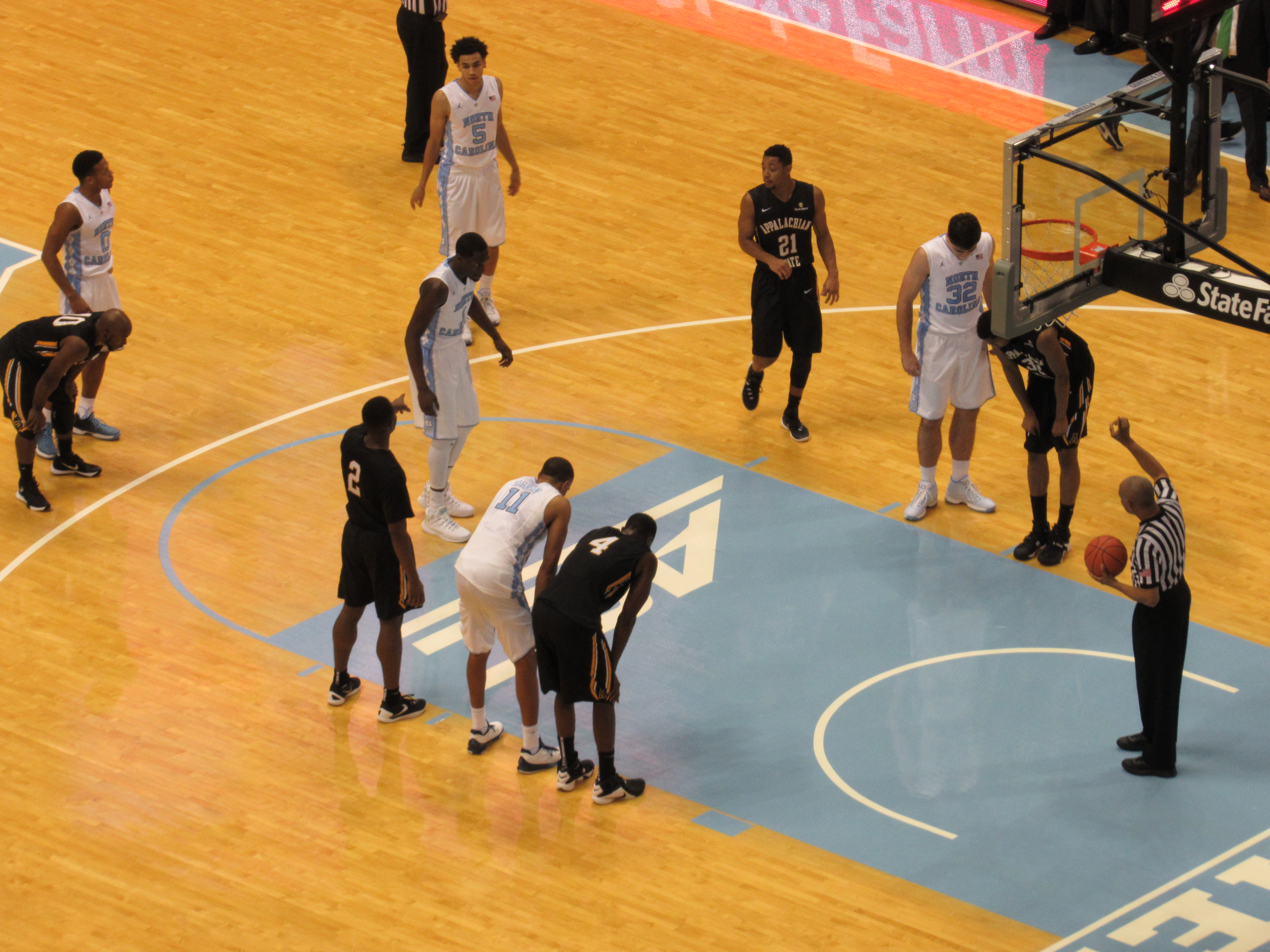

تُعرف الفرق الرياضية في ولاية كارولينا الشمالية باسم تار هيلز. يتنافسون كعضو في الاتحاد الوطني لألعاب القوى الجماعية (الرابطة الوطنية لرياضة الجامعات) المستوى الأول (المستوى الفرعي للتقسيم الجزئي لكرة القدم (FBS) لكرة القدم)، ويتنافسون بشكل أساسي في مؤتمر ساحل المحيط الأطلسي (ACC) لجميع الألعاب الرياضية منذ موسم 1953-54. تشمل الرياضات الرجالية البيسبول وكرة السلة وعبر الضاحية والمبارزة وكرة القدم والجولف واللاكروس وكرة القدم والسباحة والغطس والتنس والمسار والميدان والمصارعة. بينما تشمل الرياضات النسائية كرة السلة، وعبر الضاحية، والمبارزة، والهوكي الميداني، والجولف، والجمباز، واللاكروس، والتجديف، وكرة القدم، والكرة اللينة، والسباحة والغوص، والتنس، والمضمار، والكرة الطائرة.
تشير الرابطة الوطنية لرياضة الجامعات إلى جامعة كارولينا الشمالية في تشابل هيل باسم «جامعة نورث كارولينا» لألعاب القوى. اعتبارًا من خريف 2011، فازت الجامعة بـ 40 بطولة لفريق الرابطة الوطنية لرياضة الجامعات في ست رياضات مختلفة، الثامنة على الإطلاق. وتشمل هذه 21 بطولة الرابطة الوطنية لرياضة الجامعات في كرة القدم النسائية، وستة في هوكي الميدان للسيدات، وأربعة في لاكروس للرجال، وستة في كرة السلة للرجال، وواحدة في كرة السلة للسيدات، واثنتان في كرة القدم للرجال. فاز فريق كرة السلة للرجال ببطولة الرابطة الوطنية لرياضة الجامعات السادسة لكرة السلة في عام 2017، وهي الثالثة للمدرب روي ويليامز منذ أن تولى المنصب كمدرب رئيسي. تم أيضًا منح جامعة كارولينا الشمالية في تشابل هيل بأثر رجعي لقب البطل الوطني لبطولة 1924، ولكن عادةً لا يتم تضمينه في الحصيلة الرسمية. تشمل النجاحات الأخيرة الأخرى كأس الكلية 2011 في كرة القدم للرجال، وظهور فريق البيسبول أربع مرات متتالية في بطولة الكليات العالمية من عام 2006 إلى عام 2009. في عام 1994، فازت البرامج الرياضية بالجامعة بكأس كأس مدير NACDA «البطولة الوطنية لجميع الرياضات» الممنوحة للأداء التراكمي في مسابقة الرابطة الوطنية لرياضة الجامعات. إجماع الرياضيين الوطنيين العام من ولاية كارولينا الشمالية تشمل راشيل داوسون في لعبة الهوكي؛ فيل فورد، تايلر هانسبرو، أنتاون جاميسون، فينس كارتر، جيمس ورثي ومايكل جوردان في كرة السلة للرجال؛ وميا هام (مرتين)، وشانون هيغينز، وكريستين ليلي، وتيشا فينتوريني في كرة القدم النسائية.

### التميمة واللقب
ويلقب فرق الجامعة في «تار»، في إشارة إلى بروز الدولة القرن الثامن عشر كما القطران والملعب المنتجة. ومع ذلك، فإن الأهمية الثقافية للاسم المستعار لها تاريخ معقد يتضمن حكايات قصصية من كل من الحرب الأهلية الأمريكية والثورة الأمريكية. التميمة عبارة عن كبش دورست مباشر يُدعى رمسيس، وهو تقليد يعود إلى عام 1924، عندما أحضر مدير الفريق كبشًا إلى المباراة السنوية ضد معهد فيرجينيا العسكري، مستوحى من مسرحية لاعب كرة القدم السابق جاك «ذا باترينغ رام» ميريت. يفرك الراكل رأسه لحسن الحظ قبل هدف ميداني يفوز بالمباراة، وبقي الكبش. هناك أيضًا تميمة رام مجسمة تظهر في الألعاب. تم تصوير رمسيس الحديث بقبعة بحار، في إشارة إلى برنامج تدريب على الطيران للبحرية الأمريكية تم إلحاقه بالجامعة خلال الحرب العالمية الثانية.

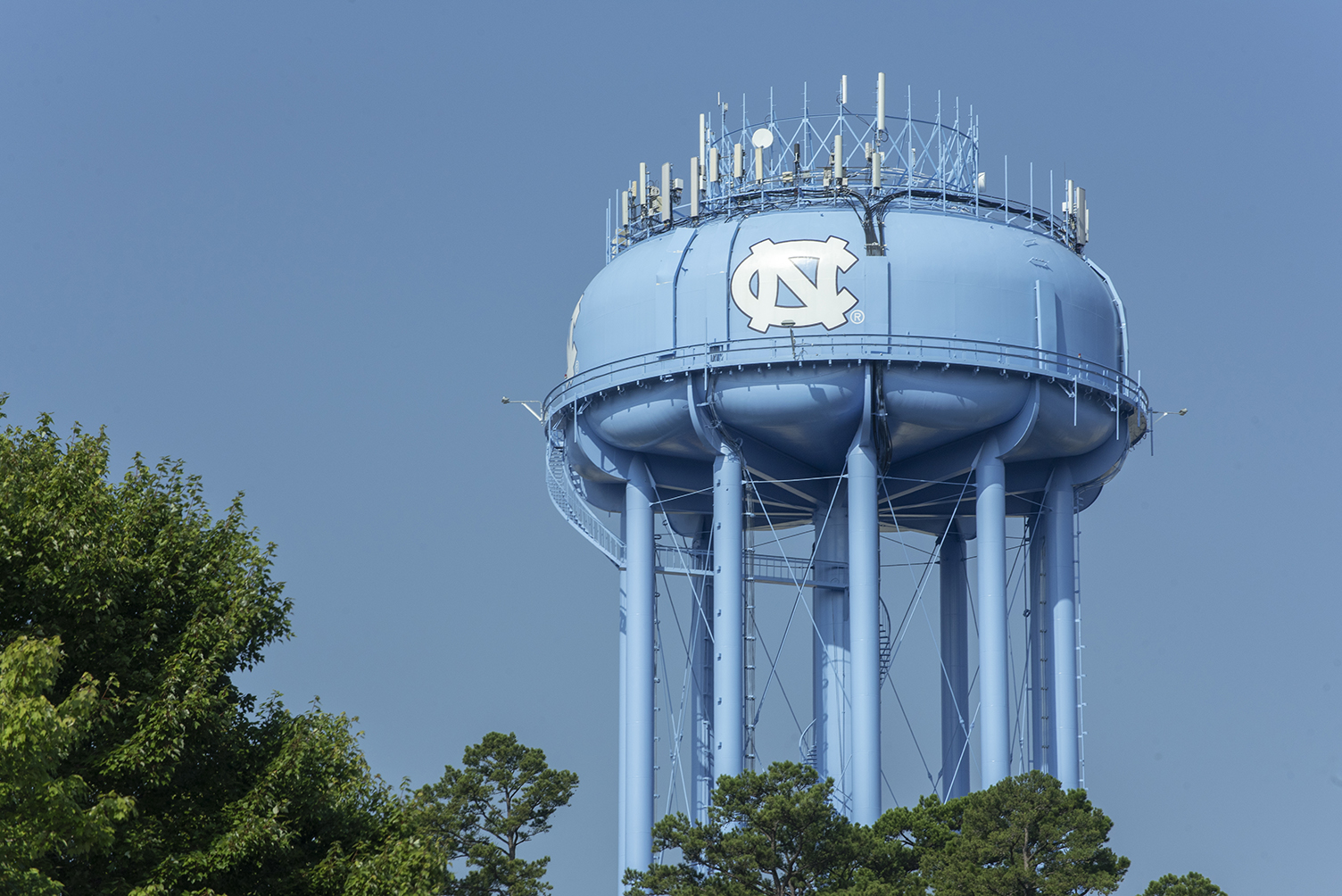
برج مائي يحمل الشعار الرسمي لألعاب القوى جامعة كارولينا الشمالية في تشابل هيل

### طريق كارولينا
اشتهر مدرب كرة السلة دين سميث بفكرته عن «طريق كارولينا»، والتي تحدى فيها لاعبيه «اللعب بجد، واللعب بذكاء، واللعب معًا.»  «طريقة كارولينا» كانت فكرة عن التميز في الفصول الدراسية، وكذلك في المحكمة. في كتاب كوتش سميث، طريق كارولينا، قال اللاعب السابق سكوت ويليامز، بخصوص دين سميث، «الفوز كان مهمًا للغاية في كارولينا، وكان هناك ضغط كبير للفوز، لكن المدرب اهتم أكثر بالحصول على تعليم سليم والتحول إلى مواطنين صالحين مما فعله بشأن الفوز». صدر في 22 أكتوبر 2014 من تقرير واينستين  مزعومًا بالاحتيال الأكاديمي المؤسسي الذي شمل أكثر من 3100 طالب وطالب رياضي، على مدى 18 عامًا من 1993 إلى 2011 والتي بدأت خلال السنوات الأخيرة من عهد دين سميث، تحدى «صورة طريق كارولينا». وزعم التقرير أن 54 لاعباً على الأقل خلال عهد دين سميث كانوا مسجلين فيما أصبح يعرف باسم «الفصول الورقية». وأشار التقرير إلى أن الفئات المشكوك فيها بدأت في ربيع عام 1993، وهو عام بطولة سميث النهائية، لذلك لم تكن تلك الدرجات قد دخلت إلا بعد إقامة مباراة البطولة. ردًا على مزاعم تقرير واينستين، أطلقت الرابطة الوطنية لرياضة الجامعات تحقيقاتها الخاصة وفي 5 يونيو 2015  اتهمت الرابطة الوطنية لرياضة الجامعات المؤسسة بارتكاب خمسة انتهاكات رئيسية بما في ذلك: «حالتان من السلوك غير الأخلاقي وعدم التعاون» وكذلك «السلوك غير الأخلاقي والمزايا الإضافية المتعلقة بوصول الطلاب الرياضيين إلى الدورات الورقية ومساعدتهم فيها؛ السلوك غير الأخلاقي من قبل المدرب / المستشار لتقديم المساعدة الأكاديمية غير المسموح بها للطلاب الرياضيين؛ وفشل في المراقبة وغياب الرقابة المؤسسية». في أكتوبر 2017، أصدرت الهيئة نتائجه وخلصت إلى أن «المخالفات الوحيدة في هذه القضية هي عدم تعاون رئيس الدائرة وأمين السر».

## المنافسات
كان التنافس الأقدم في الجنوب بين نورث كارولينا وخصمها الأول، جامعة فيرجينيا، بارزًا طوال الثلث الأول من القرن العشرين. عقد اللقاء 119 في كرة القدم بين اثنتين من أفضل الجامعات الحكومية في الشرق في أكتوبر 2014. واحدة من أعنف المنافسات مع جامعة ديوك في دورهام. تقع المدارس على بعد ثمانية أميال فقط من بعضها البعض، وتتنافس بانتظام في ألعاب القوى والأكاديميين. ومع ذلك، فإن التنافس بين كارولينا ودوق هو الأكثر حدة في كرة السلة. من خلال إحدى عشرة بطولة وطنية مشتركة في كرة السلة للرجال، كان كلا الفريقين متنافسين بشكل متكرر على البطولة الوطنية على مدار الثلاثين عامًا الماضية. كان التنافس محور العديد من الكتب، بما في ذلك كتاب ويل بلايث للكراهية مثل هذا هو أن تكون سعيدا إلى الأبد وكان محور الفيلم الوثائقي HBO معركة من أجل طريق التبغ : ديوك مقابل كارولينا. كان ديوك أكبر منافس لكارولينا منذ ثلاثينيات القرن الماضي حتى أوائل الستينيات، عندما حوّل برنامج ديوك الرياضي المتراجع تركيز كارولينا المنافس إلى ولاية كارولينا الشمالية. كارولينا لديها منافسة داخل الولاية مع زميلتها في مدرسة توباكو رود، جامعة ولاية كارولينا الشمالية. منذ منتصف السبعينيات، ومع ذلك، حول تار كعب انتباههم إلى ديوك بعد الانخفاض الحاد في برنامج كرة السلة بولاية نورث كارولاينا (وعودة برنامج كرة السلة في ديوك) الذي وصل إلى الحضيض خلال فترة روي ويليامز كما يتضح من 4 - 36 سجل ضد كعوب القطران. لا يزال المؤمنون بـ وولفباكيعتبرون التنافس هو الأكثر مرارة في الولاية على الرغم من حقيقة أنه قد مرت عقود منذ أن اعترف أنصار Tar Heel بولاية نورث كارولاينا كمنافس. مجتمعة، تقيم المدرستان ثماني بطولات الرابطة الوطنية لرياضة الجامعات و 27 بطولة ACC في كرة السلة. غالبًا ما يتبادل الطلاب من كل مدرسة المزح قبل مباريات كرة السلة وكرة القدم.

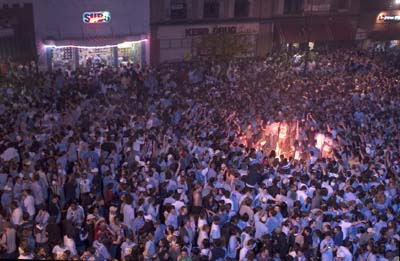
الاحتفال في شارع فرانكلين بعد الانتصار على ديوك

## شارع فرانكلين
بينما كان الطلاب قد أقاموا في السابق مسيرات جامعة ديوك شارع فرانكلين (تشابل هيل) قبل الأحداث الرياضية،  اليوم من المعروف أن الطلاب وعشاق الرياضة خرجوا من الحانات وقاعات السكن بعد فوز أحد فرق كارولينا الرياضية. في معظم الحالات، يرجع الاحتفال «بالنار» في شارع فرانكلين إلى فوز فريق كرة السلة للرجال،  على الرغم من أن احتفالات شارع فرانكلين الأخرى قد نشأت عن فوز فريق كرة السلة للسيدات وفريق كرة القدم للسيدات. جاء أول احتفال طلابي معروف في شارع فرانكلين بعد أن توج فريق كرة السلة للرجال لعام 1957 بموسمهم المثالي بفوزهم في البطولة الوطنية على فريق كانساس جايهوكس. منذ ذلك الحين، تدفق الطلاب على الشوارع بعد انتصارات مهمة. بعد فوز فريق النهائي أربعة في عام 1981 وفاز فريق كرة السلة للرجال ببطولة الرابطة الوطنية لرياضة الجامعات 1982، تم رسم شارع فرانكلين باللون الأزرق من قبل المشجعين الذين هرعوا إلى الشارع. أدى هذا الحدث إلى توقف البائعين المحليين عن بيع طلاء كارولينا الأزرق باعتباره تار هيلز بالقرب من البطولة الوطنية.

## ألوان المدرسة
منذ بداية ألعاب القوى بين الكليات في جامعة كارولينا الشمالية في تشابل هيل في أواخر القرن التاسع عشر، كانت ألوان المدرسة زرقاء وبيضاء. تم اختيار الألوان قبل سنوات من قبل الجمعيات الديالكتيكية (الزرقاء) والخيرية (البيضاء)، وهي أقدم منظمة طلابية في الجامعة. تطلبت المدرسة المشاركة في أحد النوادي، وكان «دي» تقليديًا من الجزء الغربي من ولاية كارولينا الشمالية بينما كان «فاي» من الجزء الشرقي من الولاية.

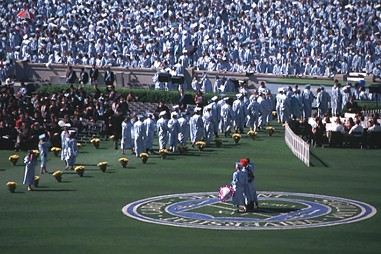
حفل الافتتاح 2007 في ملعب كينان ميموريال

يرتدي أعضاء المجتمع شريطًا أزرق أو أبيض في وظائف الجامعة، ويتم إرفاق شرائط زرقاء أو بيضاء بشهاداتهم عند التخرج. في المناسبات العامة، تم تمثيل كلتا المجموعتين بالتساوي، وفي النهاية تم استخدام كلا اللونين من قبل قادة الموكب للدلالة على وحدة كلا المجموعتين كجزء من الجامعة. عندما أصبحت كرة القدم رياضة جماعية شهيرة في ثمانينيات القرن التاسع عشر، اعتمد فريق كارولينا لكرة القدم اللونين الأزرق الفاتح والأبيض لجمعيات دي في كألوان مدرسية.

## اغاني المدرسة
من بين عدد من الأغاني التي يتم تشغيلها وغنائها بشكل شائع في مناسبات مختلفة مثل البداية، والحفل، والألعاب الرياضية، أغاني القتال الجامعية «أنا تار هيل ولدت» و «هنا يأتي كارولينا». غالبًا ما يتم تشغيل أغاني القتال بواسطة برج الجرس بالقرب من وسط الحرم الجامعي، وكذلك بعد الانتصارات الكبيرة. نشأت أغنية "I'm a Tar Heel Born" في أواخر العشرينات من القرن الماضي كعلامة لجامعة المدرسة «أصغ الصوت». عادة ما يتم لعب "Hark the Sound" في نهاية الألعاب، ولكن في الآونة الأخيرة تم لعبها في بداية الألعاب أيضًا. أسس لامار سترينجفيلد معهد الموسيقى الشعبية في جامعة نورث كارولينا في تشابل هيل في عام 1930، تلاه تأسيس نورث كارولينا سيمفوني في عام 1932.

## الحياة الطلابية

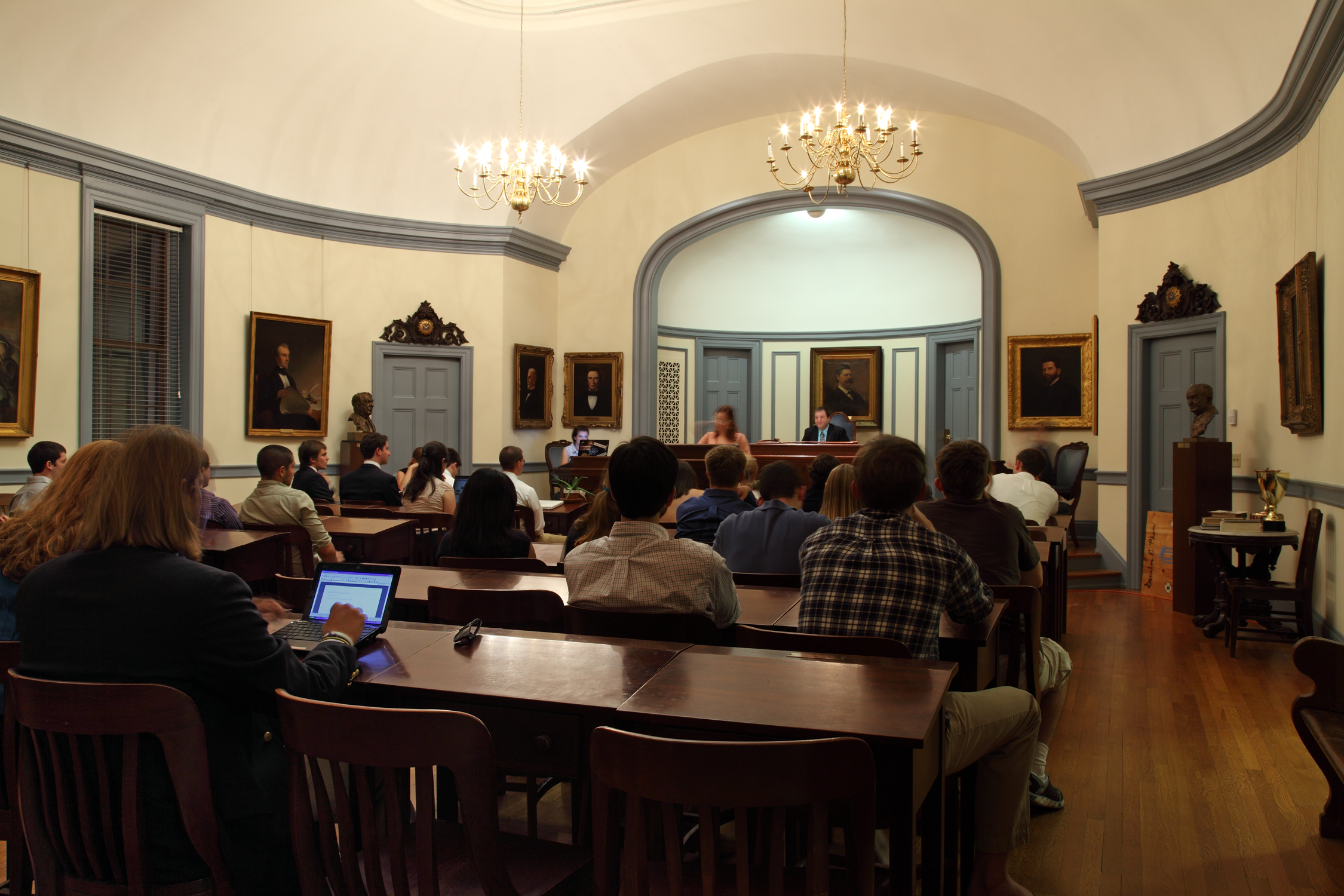
تأسست الجمعيات الجدلية والخيرية التابعة لجامعة الأمم المتحدة في عام 1795 وتجري مناقشات كل أسبوع في مبنى الغرب الجديد.

### المنظمات والأنشطة
معظم المنظمات الطلابية في جامعة كارولينا الشمالية في تشابل هيل معترف بها رسميًا وتقدم لها المساعدة من قبل كارولينا يونيون، وهي وحدة إدارية في الجامعة. يُستمد التمويل من رسوم الأنشطة الطلابية الحكومية الطلابية، والتي يتم تخصيصها وفقًا لتقدير مؤتمر الطلاب. يضم أكبر جامع تبرعات للطلاب، وهو ماراثون الرقص التابع لجامعة الأمم المتحدة، الآلاف من الطلاب وأعضاء هيئة التدريس وأعضاء المجتمع في جمع الأموال لمستشفى الأطفال في نورث كارولينا. تقوم المنظمة بجمع الأموال والأنشطة التطوعية على مدار العام، اعتبارًا من 2008، تبرعت بمبلغ 1.4 دولار مليون منذ إنشائها في عام 1999. كعب القطران اليومي يديرها الطلاب على مرتبة عالية من قبل برينستون ريفيو،  وحصلت على جوائز ناظمة ضربات القلب الوطنية 2004-5 من أسوشيتد برس كوليجيت برس. تأسست في عام 1977، محطة الراديو دبليو اكس واي سي (WXYC) 89.3 FM هي محطة إذاعية طلابية تابعة لـ جامعة كارولينا الشمالية في تشابل هيل تبث 24 ساعة في اليوم 365 أيام في السنة. البرمجة متروكة للطلاب دي جي. يلعب محطة الراديو دبليو اكس واي سي (WXYC) عادةً القليل من الموسيقى المسموعة من مجموعة واسعة من الأنواع والعصور. في 7 نوفمبر 1994، أصبحت محطة الراديو دبليو اكس واي سي (WXYC) أول محطة إذاعية في العالم تبث إشاراتها عبر الإنترنت. محطة تلفزيون يديرها الطلاب، STV، تبث على كابل الحرم الجامعي وفي جميع أنحاء نظام تايم وورنر كيبل. تأسست في عام 1948 خلفًا لمجلة كارولينا،  كارولينا كوارترلي، قام بتحريرها طلاب الدراسات العليا، ونشرت أعمال العديد من المؤلفين، بما في ذلك ويندل بيري، وريموند كارفر، ودون ديليلو، وآني ديلارد، وجويس كارول أوتس، وجون إدغار وايدمان. الأعمال التي تظهر في المجلة الفصلية تم تجميعها في أفضل القصص القصيرة الأمريكية والقصص الجديدة من الجنوب  وفازت بجائزتي جائزة Pushcart وجائزة أوليفر هنري.

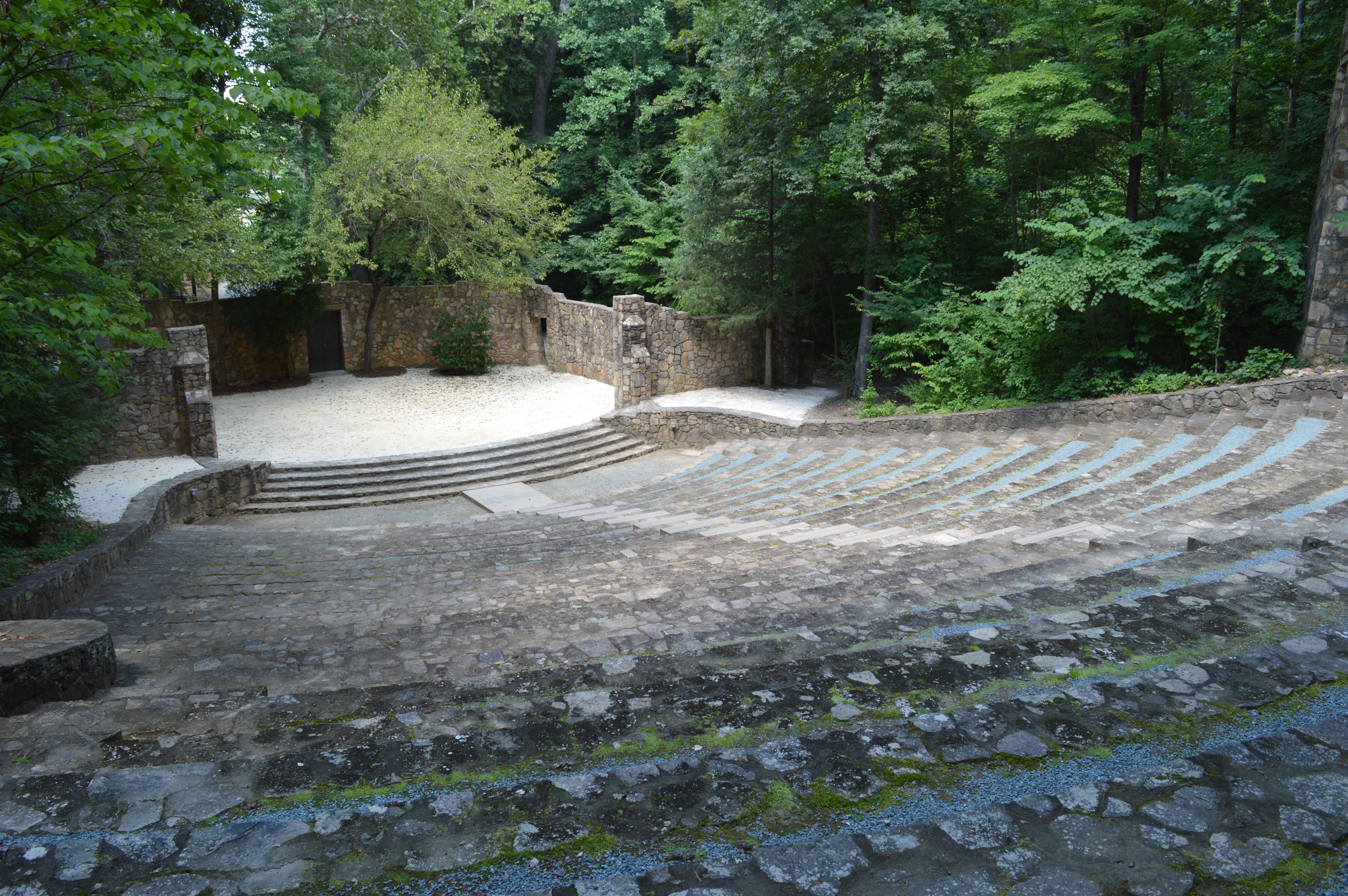
تم استخدام مسرح الغابة لأول مرة للدراما الخارجية في عام 1916 للاحتفال بالذكرى المئوية لوفاة شكسبير.

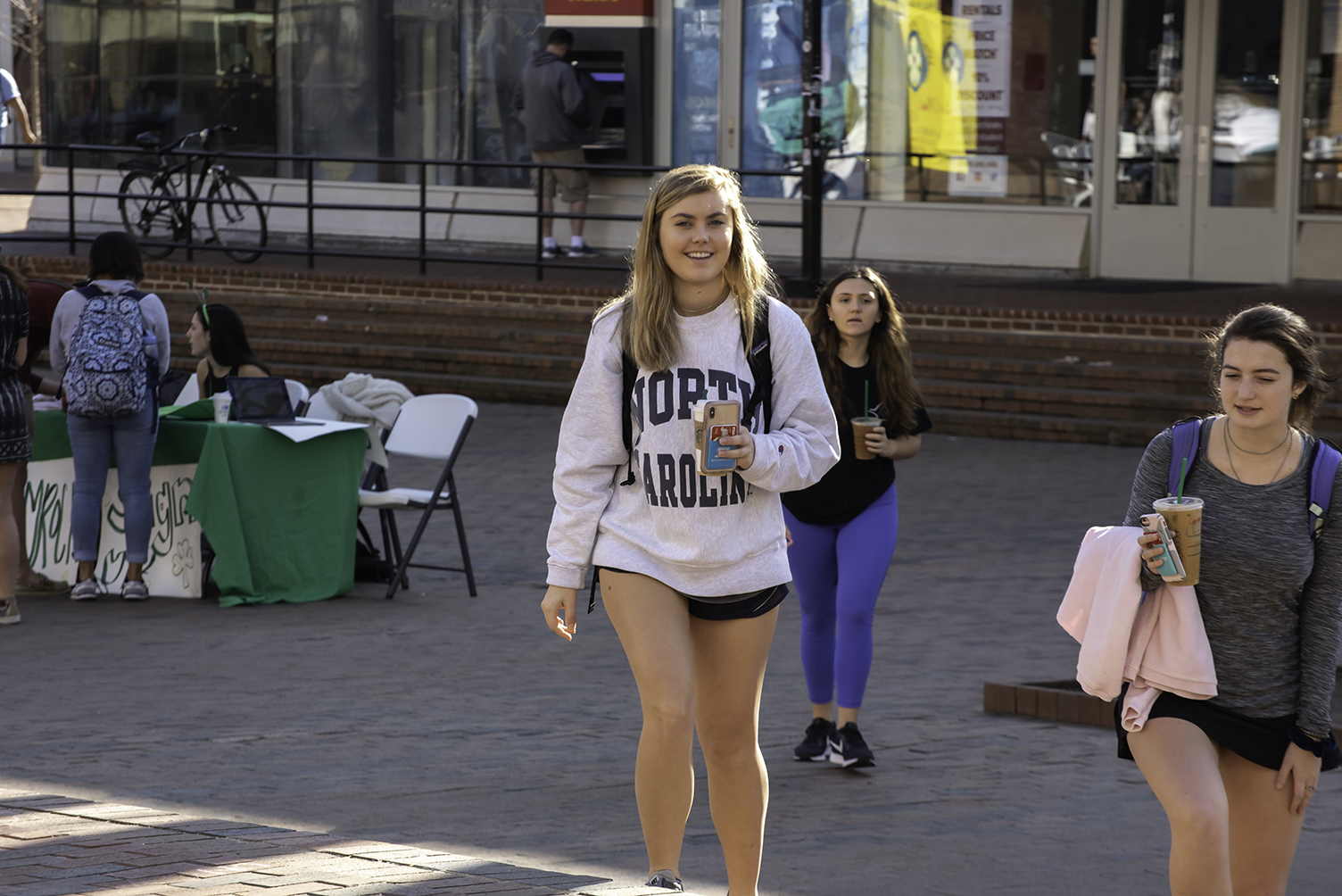
الطلاب الجامعيين في الحرم الجامعي في جامعة كارولينا الشمالية في تشابل هيل

والمعلقون المفتاح الموسيقي (المعروف أيضا باسم المفاتيح الموسيقية) هي أقدم جامعة في كابيلا المجموعة، التي أسسها باري سوندرز في عام 1977. فازت المجموعة منذ ذلك الحين بالعديد من جوائز تسجيل كابيلا المعاصرة (CARAs)، بما في ذلك أفضل عازف منفرد في أغنية ايسي، ظهرت في ألبوم 2003 نسيم. لقد فازوا بجائزتي CARA إضافيتين لأفضل أغاني جماعية للذكور من أجل حبي في الوقت المحدد (2008)،  ولأغنية لا شيء خاطئ على تويست (2009). من بين الأعضاء بريندان جيمس، الذي تخرج في عام 2002،  وأنوب ديساي، الذي تخرج في عام 2008. منذ ربيع عام 2002، تغنى فرقة شماعات كليف كل عام في حفل الافتتاح. يقيمون حفلات الخريف والربيع، وفي بعض الأحيان يستضيف ضيوف مميزون. تكرس جمعية قاعة الإقامة، ثالث أكبر منظمة يديرها الطلاب في المدرسة، لتعزيز تجربة الطلاب الذين يعيشون في قاعات الإقامة. ويشمل ذلك وضع برامج اجتماعية وتعليمية وخيرية للمقيمين؛ الاعتراف بالمقيمين والأعضاء البارزين؛ ومساعدة السكان على التطور ليصبحوا قادة ناجحين. يتم تشغيل المنظمة من قبل 8 طلاب المسؤولين التنفيذيين. 16 طالبًا حاكمًا يمثلون كل مجتمع سكني؛ والعديد من أعضاء حكومة المجتمع. شركة آر ها تكنولوجيز المحدودة هي منظمة الحرم الجامعي لـ ناكور، أكبر منظمة طلابية في العالم. في عام 2010، فازت المنظمة بجائزة شركة آر ها تكنولوجيز المحدودة لبنه الوطنية، والتي تُمنح للمدرسة التي تمتلك أفضل منظمة شركة آر ها تكنولوجيز المحدودة.
لدى جامعة كارولينا الشمالية في تشابل هيل شركة مسرح إقليمية في مقر إقامتها، وهي الفنون المسرحية والأدائية في جامعة نورث كارولينا في تشابل هيل،  وتستضيف عروض الرقص والدراما والموسيقى بانتظام في الحرم الجامعي. تحتوي المدرسة على مدرج حجري في الهواء الطلق يُعرف باسم مسرح الغابة يستخدم لحفلات الزفاف والإنتاج الدرامي. مسرح فوريست مخصص للبروفيسور فريدريك كوخ، مؤسس كارولينا بلايماكرز ووالد الدراما الشعبية الأمريكية.

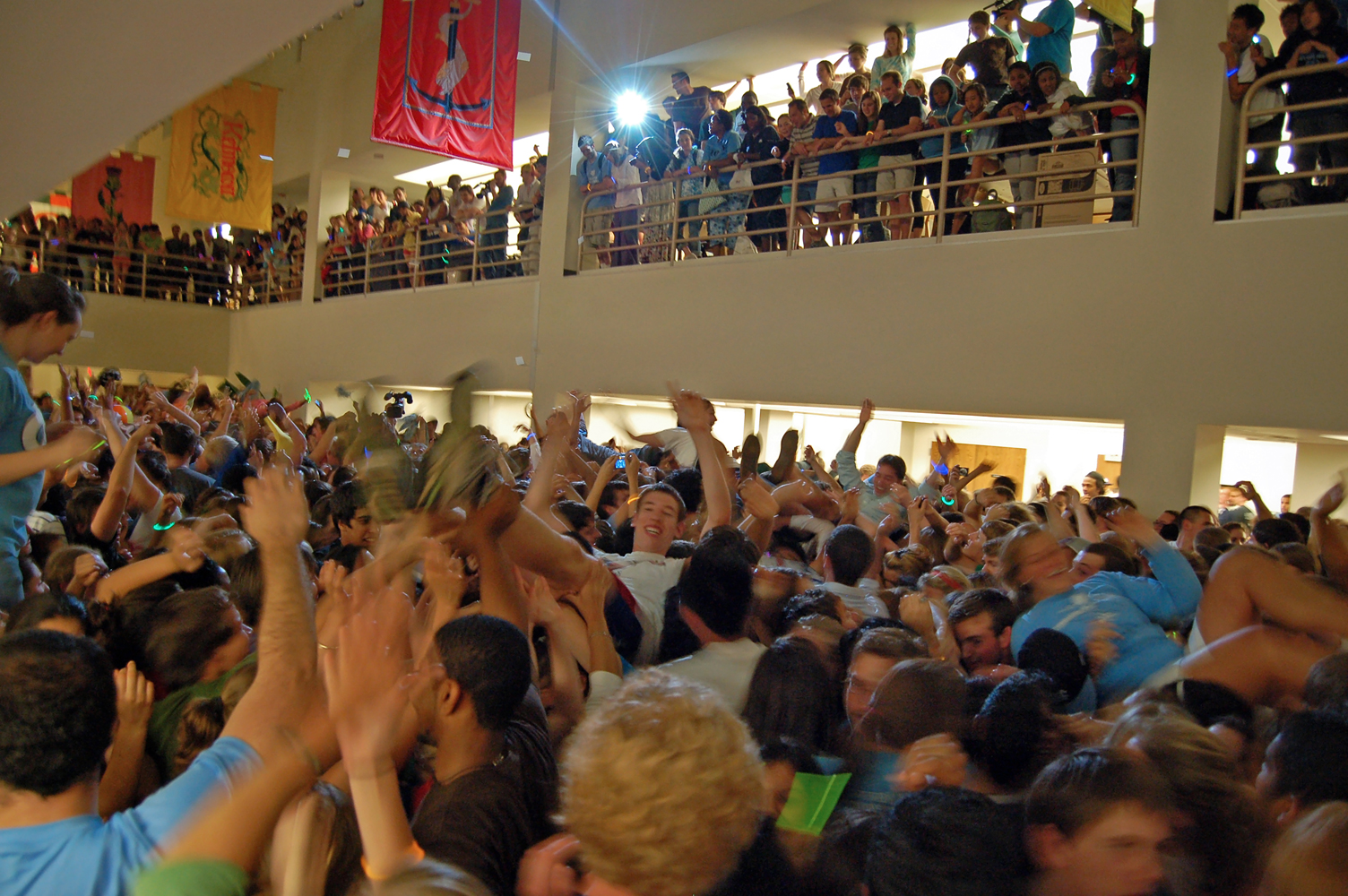
في نهاية كل فصل دراسي، ينظم الطلاب حفلة رقص فلاش موب في المكتبة.

تنتمي العديد من الأخويات والجمعيات النسائية في الحرم الجامعي إلى المؤتمر الوطني الهيليني (NPC)، والمجلس المشترك بين الأخوة (IFC)، ومجلس التحالف اليوناني، والمجلس الوطني اليوناني (NPHC). اعتبارًا من ربيع 2010، كان ثمانية عشر بالمائة من الطلاب الجامعيين يونانيين (1146 رجلاً و 1693 امرأة من إجمالي 17.160). بلغ العدد الإجمالي لساعات خدمة المجتمع المكتملة لفصل الربيع 2010 من قبل الأخويات والجمعيات النسائية 51,819 ساعة (بمتوسط 31 ساعة / شخص). تقدم جامعة كارولينا الشمالية في تشابل هيل أيضًا أخويات مهنية وخدمية ليس لديها منازل ولكن لا تزال المدرسة معترف بها. بعض جمعيات الشرف في الحرم الجامعي تشمل: وسام الصوف الذهبي، وسام جريل-فالكيريز، وسام البئر القديم، وسام برج الجرس، وجمعية فرانك بورتر جراهام للشرف.
تتكون الحكومة الطلابية في كارولينا من فرع تنفيذي يرأسه رئيس الهيئة الطلابية، وفرع تشريعي يتألف من مؤتمر طلابي منتخب من الطلاب، وفرع قضائي يتضمن محكمة الشرف والمحكمة العليا للطلاب. أنشأت لجنة الإصلاح القضائي أداة الإدارة القضائية للطلاب، والتي حددت قانون الشرف الحالي ووسائله للتنفيذ في عام 1974. حاليًا، تفتخر كارولينا بأحد الأنظمة القضائية الوحيدة التي يديرها الطلاب في البلاد. يتم التعامل مع جميع الانتهاكات الأكاديمية ومعظم الانتهاكات السلوكية من خلال نظام الشرف الذي يديره الطلاب. قبل ذلك الوقت، كانت الجمعيات الديالكتيكية والخيرية جنبًا إلى جنب مع منظمات الحرم الجامعي الأخرى تدعم اهتمامات الطلاب. يوفر جامعة كارولينا الشمالية في تشابل هيل أيضًا نوادي وأنشطة لطلاب الجامعات من الجيل الأول. · برنامج التميز في نقل الطلاب CSTEP-كارولينا. برنامج طلاب الكلية من الجيل الأول في كارولينا

### تناول الطعام

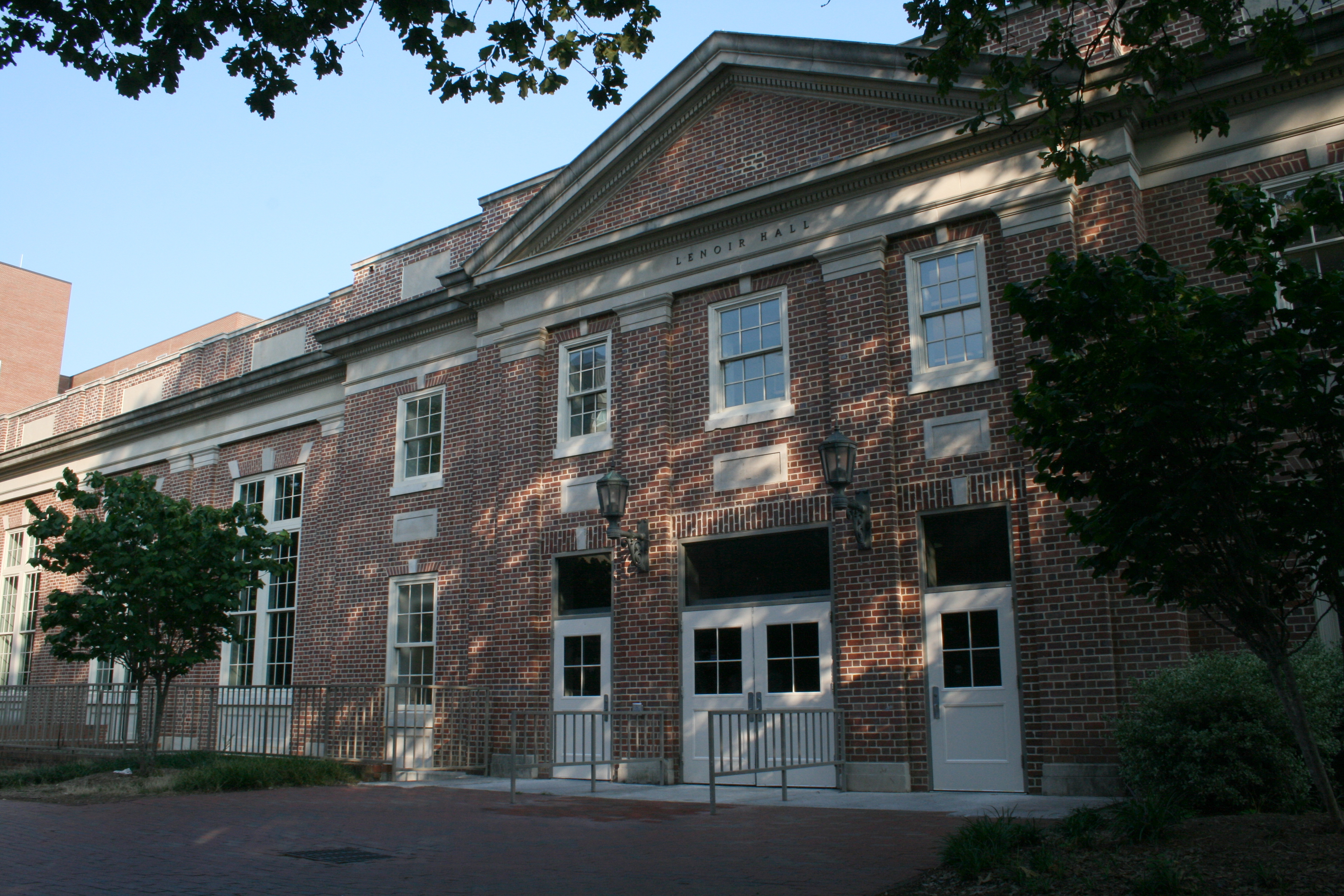
قاعة لينوار

تم الانتهاء من قاعة لينوار للطعام في عام 1939 باستخدام أموال من إدارة الأشغال العامة للصفقة الجديدة، وافتتحت للخدمة للطلاب عندما عادوا من عطلة عيد الميلاد في يناير 1940. تم تسمية المبنى على اسم الجنرال ويليام لينوار، أول رئيس لمجلس أمناء الجامعة في عام 1790. منذ إنشائها، ظلت قاعة لينوار للطعام هي الرائد في كارولينا لخدمات الطعام ومركز تناول الطعام في الحرم الجامعي. تم تجديده مرتين، في عامي 1984 و 2011، لتحسين المقاعد وتخفيف أوقات الوجبات السريعة. تم بناء تشيس هول في الأصل في عام 1965 لتقديم خيارات تناول الطعام في الحرم الجامعي الجنوبي وتكريم رئيس جامعة كارولينا الشمالية في تشابل هيل السابق هاري وودبرن تشيس، الذي خدم من عام 1919 إلى عام 1930. في عام 2005، تم هدم المبنى لإفساح المجال لمباني الخدمات الطلابية والأكاديمية، وأعيد بناؤه شمال الموقع الأصلي كمركز رامز الرئيسي (مع قاعة تناول الطعام الداخلية بعنوان تشيس قاعة الطعام رسميًا). نظرًا لقيام الطلاب بتسمية قاعة الطعام رامز هيد، أعادت الجامعة رسميًا تشيس هول كاسم المبنى في مارس 2017. ويشمل قاعة تشيس لتناول الطعام، وسوق رامز هيد ماركت، وقاعة اجتماعات تسمى «المنطقة الزرقاء». يتسع مطعم تشيس قاعة الطعام لـ 1300 شخص ويتسع لـ 10,000 وجبة يوميًا. يواصل تقديم المزيد من خيارات خدمات الطعام للطلاب الذين يعيشون في الحرم الجنوبي، ويتميز بساعات ممتدة بما في ذلك 9 مساء - 12 الفترة صباحا المشار إليها باسم «وقت متأخر من الليل».

### الإسكان

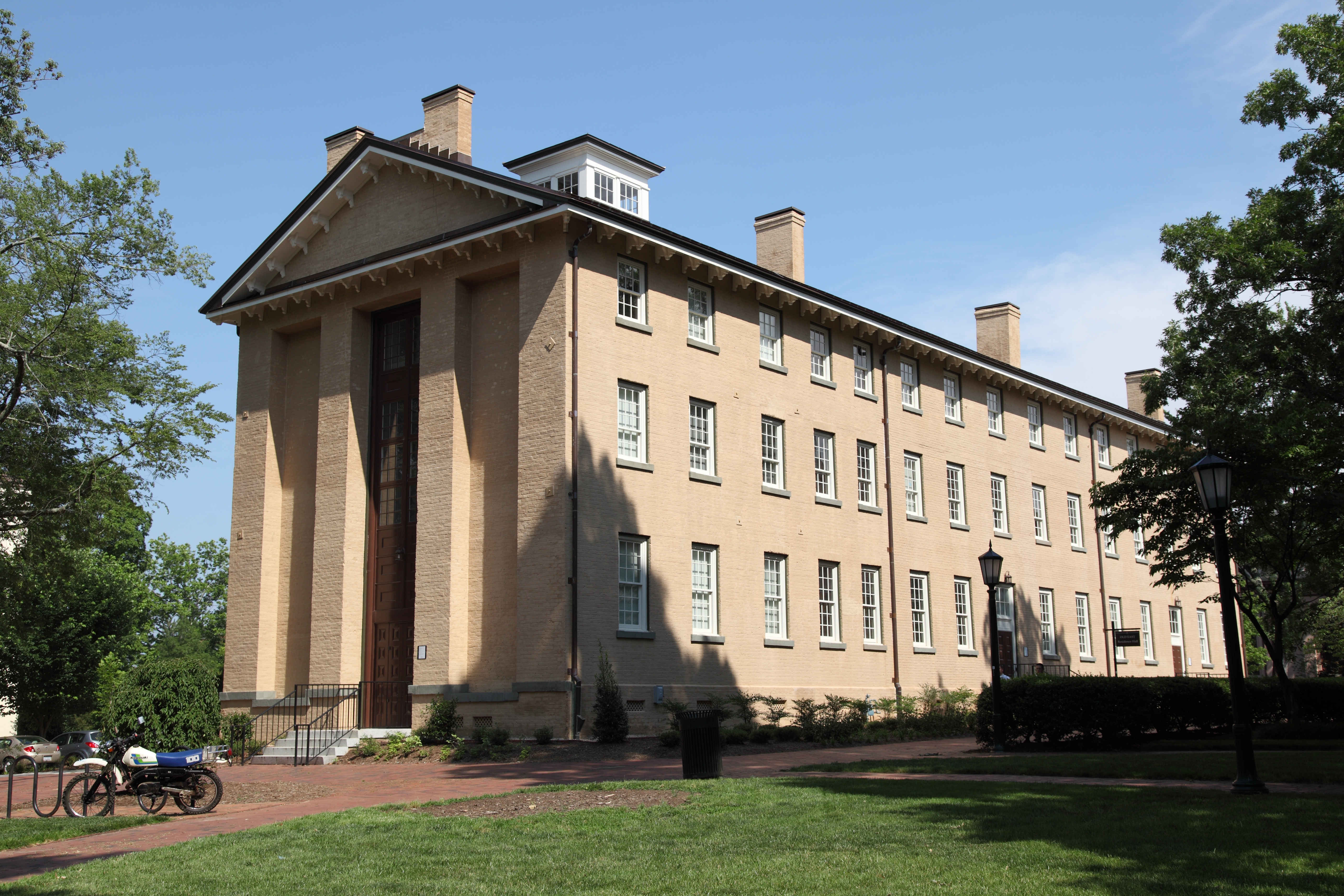
قاعة Old East Residence، التي بنيت عام 1793

في الحرم الجامعي، تدير وزارة الإسكان والتعليم السكني اثنتين وثلاثين قاعة إقامة، مجمعة في ثلاثة عشر مجتمعًا. تتراوح هذه المجتمعات من أولد الحرم الجامعي المجتمع رباعية العليا الذي يضم الشرق القديم، أقدم مبنى في الجامعة، إلى المجتمعات الحديثة مثل مانينغ ويست، الذي تم الانتهاء منه في عام 2002. يُطلب من طلاب السنة الأولى العيش في إحدى قاعات الإقامة الثمانية «تجربة السنة الأولى»، والتي يقع معظمها في الحرم الجامعي الجنوبي. بالإضافة إلى قاعات السكن، تشرف الجامعة على ثمانية مجمعات سكنية إضافية تم تنظيمها في ثلاث مجتمعات، قرية رام، وقرية أودوم، وإسكان عائلات بيتي هيل للطلاب. إلى جانب الإسكان الذي يركز على اللغات الأجنبية والمعيشة الخالية من المواد، هناك أيضًا «مجتمعات تعلم حية» والتي تم تشكيلها لتلبية احتياجات اجتماعية أو متعلقة بنوع الجنس أو احتياجات أكاديمية محددة. مثال على ذلك UNITAS، برعاية قسم الأنثروبولوجيا، حيث يتم تعيين رفقاء في السكن للمقيمين على أساس الاختلافات الثقافية أو العرقية بدلاً من أوجه التشابه. ثلاثة مجمعات سكنية تقدم مساكن للعائلات وطلاب الدراسات العليا وبعض كبار السن. بالإضافة إلى باقي الحرم الجامعي، فإن جميع المباني السكنية والشقق والأراضي المحيطة بها خالية من التدخين. اعتبارًا من 2008 يعيش 46٪ من جميع الطلاب الجامعيين في مساكن توفرها الجامعة.

### الخريجين

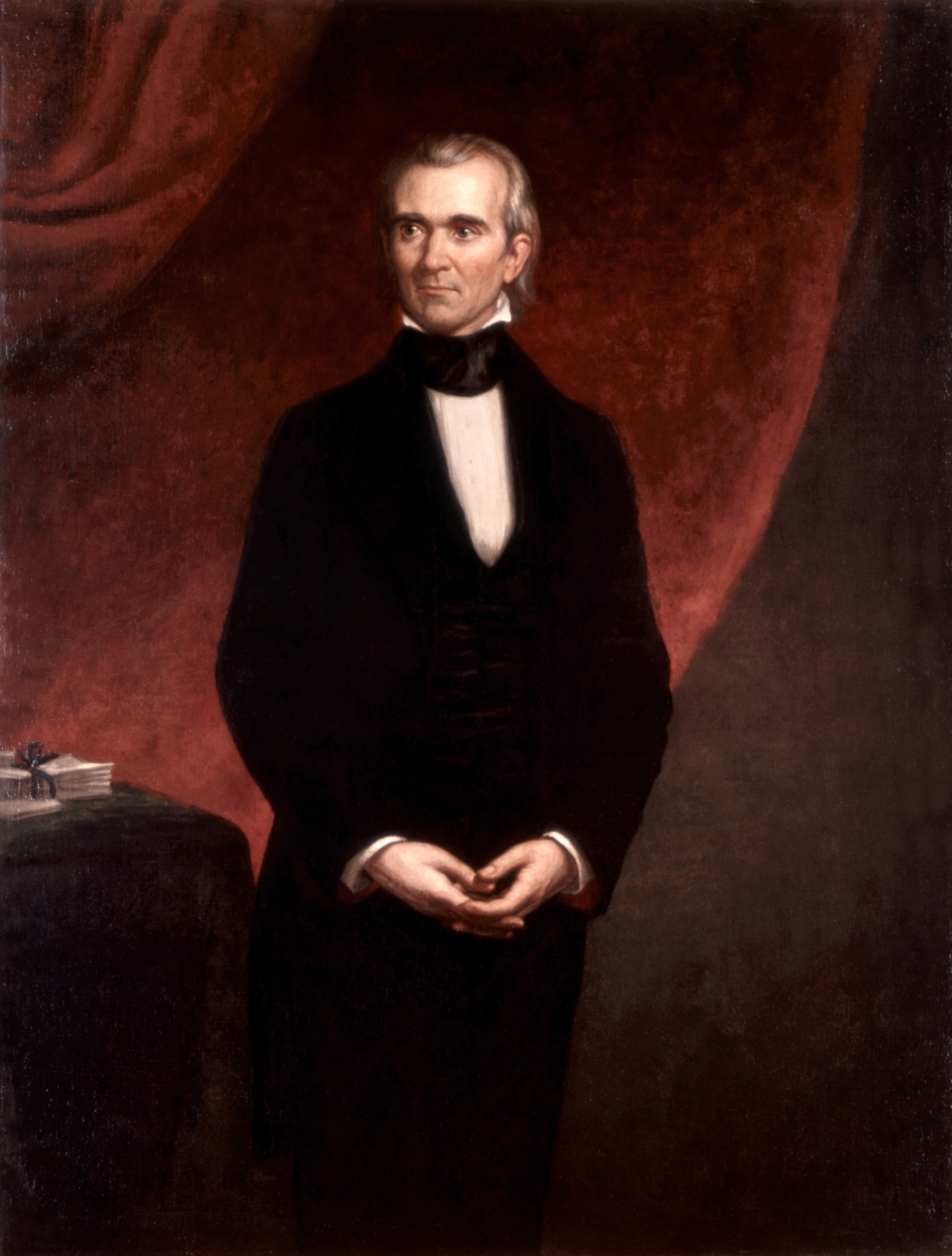
كان جيمس ك.بولك رئيسًا للولايات المتحدة من عام 1845 إلى عام 1849.

مع وجود أكثر من 300000 طالب سابق على قيد الحياة،  تمتلك ولاية كارولينا الشمالية واحدة من أكبر مجموعات الخريجين وأكثرها نشاطًا في أمريكا. اكتسب العديد من كعوب القطران شهرة محلية ووطنية ودولية. عمل جيمس ك. بولك كرئيس للولايات المتحدة لفترة ولاية واحدة،  وليام آر كينج هو النائب الثالث عشر لرئيس الولايات المتحدة. أنتجت ولاية كارولينا الشمالية العديد من أعضاء مجلس الشيوخ في الولايات المتحدة بما في ذلك بول ويلستون  وتوماس لانيير كلينجمان،  جنبًا إلى جنب مع العديد من نواب مجلس النواب مثل فيرجينيا فوكس  وآيك فرانكلين أندروز. حصل ألجينون إل ماربلى  وتوماس سيتل  على مناصب قاضية فيدرالية. كان وزير الحرب السابق ووزير الجيش كينيث كلايبورن رويال  وخامس السكرتير الصحفي للبيت الأبيض جوناثان دبليو دانيلز من خريجي نورث كارولينا. أنتجت ولاية كارولينا الشمالية أيضًا 38 حاكمًا للولاية، بما في ذلك تيري سانفورد، وجيم هانت، وروي كوبر، الحاكم الحالي لولاية نورث كارولينا. تم تعيين جولدنج الخوخ من قبل جلالة الملكة إليزابيث الثانية في منصب المأمور الأعلى لمدينة ومقاطعة بريستول 2010-2011، وهي أول سيدة سوداء عالية العمدة والثانية فقط سوداء كبيرة المأمور منذ أكثر من 1000 عام. ستورمي فورتي عين كأول امرأة سوداء وصراحة مجتمع الميم (مصطلح) عضوة في مجلس مدينة رالي. عملت كارولين هانت كسيدة ثانية لولاية نورث كارولينا وعملت مرتين كسيدة أولى لولاية نورث كارولينا. عملت مارجريت روز سانفورد كسيدة أولى لولاية نورث كارولينا. جيمس إي ويب، المدير الثاني لوكالة ناسا ومهندس برنامج أبولو خلال إدارة كينيدي، كان تار هيل. تم تسمية تلسكوب جيمس ويب الفضائي التابع لناسا، الجيل القادم من خليفة هابل المقرر إطلاقه في عام 2019، على شرف ويب.

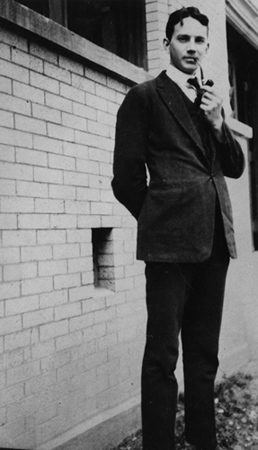
لا يزال توماس وولف أحد أهم الكتاب في الأدب الأمريكي الحديث، حيث قام بتأليف أعمال مثل انظر إلى الوطن، ملاك والوقت والنهر.

تركت تار هيلز علامة على ثقافة البوب. أصبح آندي جريفيث  وجون فورسيث  ممثلين ناجحين. أصبح ستيوارت سكوت،  وودي دورهام،  وميك ميكسون  مذيعين رياضيين. مؤرخ الحرب الأهلية والكاتب شيلبي فوت،  الكاتب الرياضي بيتر جامونز،  الحائز على جائزة بوليتسر لينوار تشامبرز  والممثل الكوميدي لويس بلاك تخرجوا جميعًا من ولاية كارولينا الشمالية. من بين الكتاب البارزين الآخرين الذين حضروا جامعة كارولينا الشمالية في تشابل هيل توماس وولف، الذي لديه نصب تذكاري في الحرم الجامعي. الفائزون بجائزة الكتاب الوطني ووكر بيرسي وهايدن كاروث وتشارلز فرايزر؛ راسل بانكس الحائز على جائزة دوس باسوس؛ الحائز على جائزة دائرة نقاد الكتاب الوطنية بن فاونتن؛ جائزة بوليتزر النهائي ليديا الدخن. كاتب العمود في نيويوركر جوزيف ميتشل؛ كاتب ناشيونال جيوغرافيك جون باتريك؛ أرميستيد موبين والشعراء البارزون لورانس فيرلينجيتي وإدغار باورز الحائز على جائزة بولينغن. الصحفي التلفزيوني تشارلز كورالت، الذي تم تكريمه بثلاث جوائز بيبودي، هو خريج من جامعة نورث كارولينا في تشابل هيل. الحائز على جائزة بوليتسر ثلاث مرات، تخرج رسام الكاريكاتير السياسي جيف ماكنيلي من كارولينا. كاليب براضهام،  مخترع شعبية المشروبات الغازية بيبسي كولا، وكان عضوا في الجمعية الخيرية وفئة من عام 1890. التحق الممثل كين جيونج بكلية الطب بجامعة كارولينا الشمالية، وانضم إلى مجموعة صغيرة من فناني الأداء والشخصيات الحاصلين على درجة الدكتوراه أيضًا. بروك بالدوين مذيعًا في غرفة الأخبار في سي إن إن وتخرج من جامعة الأمم المتحدة في عام 2001. تعمل باميلا براون كمراسل كبير للبيت الأبيض في سي إن إن. حصلت نيكول هانا جونز، الحائزة على جائزة بوليتسر ومبتكرة مشروع 1619، على درجة الماجستير من جامعة الأمم المتحدة في عام 2003.
ترك تار هيلز بصماته على ملعب كرة السلة مع المدرب الرئيسي كرة السلة SMU موستانج للرجال لاري براون،  المدرب الحائز على اللقب روي ويليامز،  المدير العام لشارلوت هورنتس ميتش كوبتشاك،  الفائز بجائزة أفضل لاعب جامعي في العام جورج جلاماك،  ليني روزنبلوث،  أنتون جاميسون،  وتايلر هانسبرو،  قاعة مشاهير كرة السلة في قاعة نايسميث التذكارية مايكل جوردان،  بيلي كننغهام،  وروبرت ماكادو،  عظيم المدافع بوبي جونز  وكل نجوم الدوري الاميركي للمحترفين فينس كارتر. تشمل تار هيلز الأخرى لاعبي كرة القدم لورانس تايلور،  جوليوس بيبرز، هاريس بارتون، حكيم نيكس ودري بلي،  نجوم كرة القدم ميا هام،  أشلين هاريس، هيذر أورايلي، ميغان كلينجنبرغ، ويتني إنجين، ألي لونج، لوري تشالوبني، كريستال دن وتوبين هيث،  لاعبو البيسبول داستن أكلي  وبي جيه سورهوف،  والأولمبيون أبريل هاينريش  وفيكاس جودا. فيك سيكساس عضو في قاعة مشاهير التنس الدولية، وفاز بـ 15 تخصصًا. أصبح العديد من كعوب القطران قادة أعمال. ومن بين القادة جيسون كيلار،  الرئيس التنفيذي السابق لشركة هولو. هوارد ر. ليفين،  رئيس مجلس الإدارة والرئيس التنفيذي لشركة فاميلي دولار. بول كولتون،  رئيس البورصة الأمريكية. جوليان روبرتسون،  مؤسس شركة تايجر مانجمنت بيل روجر،  مؤسس ستورم، روجر؛ وارن جريس إليوت، الرئيس السابق لخط سكة حديد ساحل المحيط الأطلسي؛ ألين بي مورجان الابن،  المؤسس والرئيس التنفيذي السابق لشركة مورجان كيجان وشركاه؛ كين طومسون،  رئيس مجلس الإدارة والرئيس التنفيذي السابق لواتشوفيا. هيو ماكول  الرئيس التنفيذي السابق لبنك أوف أمريكا. سالي كراوتشيك،  المدير المالي السابق لشركة سيتي غروب، ويليام جونسون،  الرئيس الحالي والمدير التنفيذي لشركة بروجرس إنيرجي إنك، جون أ. أليسون الرابع، الرئيس التنفيذي السابق لشركة شركة ترويست المالية، مارفن ساندز، المؤسس والرئيس التنفيذي لشركة العلامات التجارية كوكبة،  ريتش أليسون، الرئيس التنفيذي لشركة دومينوز بيتزا، تشاك روبنز، الرئيس التنفيذي لشركة سيسكو سيستمز، جوناثان ريكفورد، الرئيس التنفيذي لشركة الموئل من أجل الإنسانية، وميشيل باك، الرئيس التنفيذي لشركة شركة هيرشي، وليام روجرز. الابن، الرئيس التنفيذي ل سونتروست البنوك،  وليام هاريسون. الابن، الرئيس التنفيذي السابق ل بنك جيه بي مورجان تشيس،  وبيتر غراور، رئيس بلومبرغ.

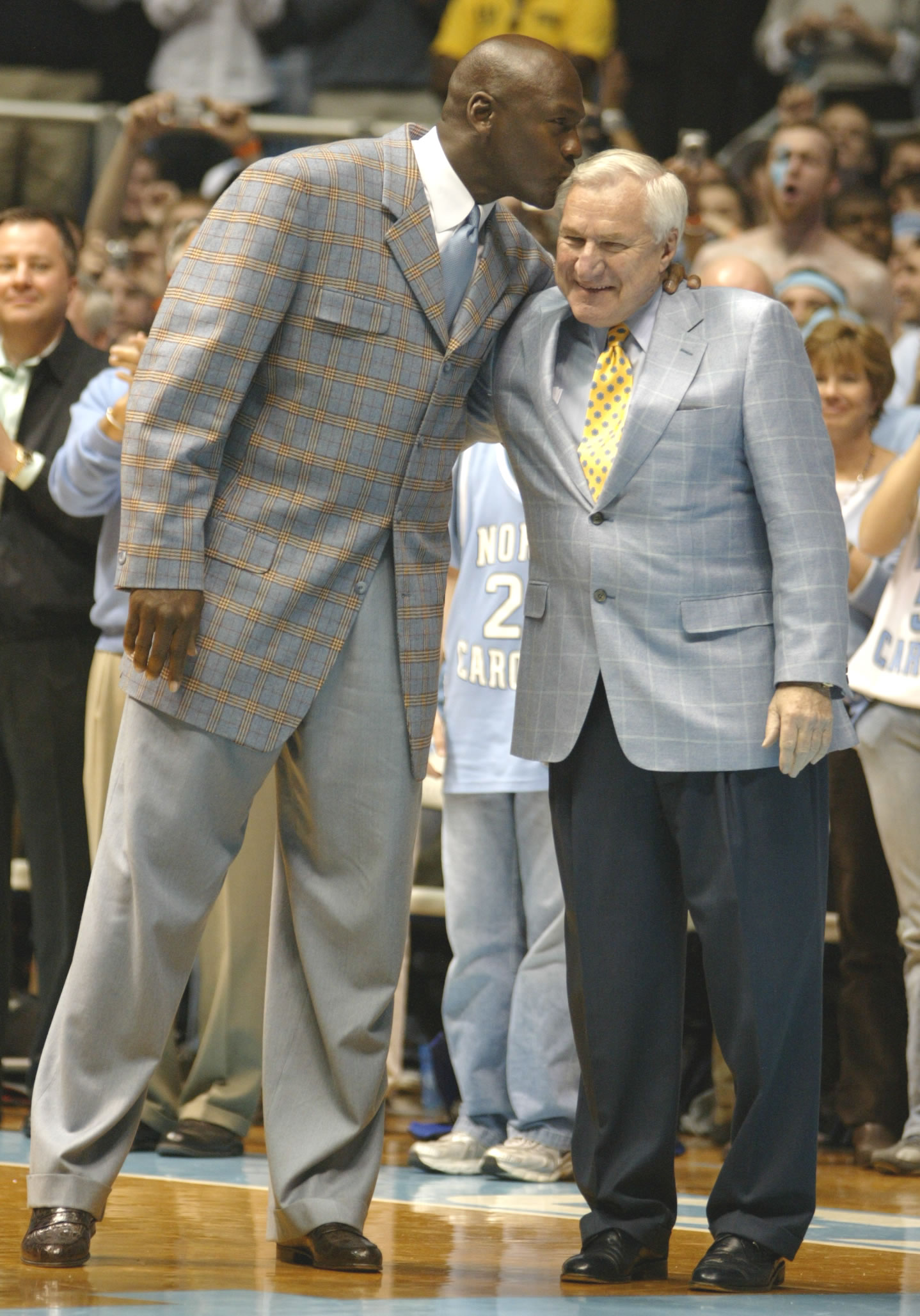
مايكل جوردان (يسار) لعب كرة السلة تحت قيادة دين سميث (يمين) أثناء التحاقه بجامعة نورث كارولينا. ساعد جوردان فريق تار هيلز في الفوز ببطولة الرابطة الوطنية لرياضة الجامعات عام 1982 بتسديدة قفزة فائزة باللعبة.

## روابط خارجية
- North Carolina Athletics website
- The Daily Tar Heel – صحيفة الطالب